# Colegiata de Notre-Dame de Mantes-la-Jolie
La Colegiata de Notre-Dame de Mantes-la-Jolie es una antigua colegiata de estilo gótico construida en los siglos XII y XIII situada en Mantes-la-Jolie (Yvelines, Francia) a orillas del río Sena. Fue catalogado como Monumento histórico de Francia en 1840.
Esta iglesia recuerda a la catedral de Notre-Dame de París en estilo y en su elevación en tres niveles. La colegiata de Notre-Dame se compone, más allá de la sólida fachada, de una nave de siete tramos abovedados de ojivas sexpartitas flanqueadas por naves laterales abovedadas con ojivas cuatripartitas. 
El templo en altura presenta tres niveles: 
1. grandes arcadas de arco apuntado que descansan sobre pilares débiles y pilares fuertes alternativamente,
2. tribunas abovedadas de ojivas cuatripartitas y en la base apuntadas transversales, y, finalmente,
3. altos ventanales de arco apuntado.

La cabecera, que completa la composición, no estaba originalmente rodeada por ninguna capilla. Las capillas radiantes, así como las de las naves laterales son añadidos de los siglox XIII y XIV.
La fachada occidental está perforada por tres grandes portales esculpidos coronados por un rosetón, que están coronados por dos torres cuyo aspecto ha sido profundamente modificado por las restauraciones del siglo XIX. Este diseño está inspirado en el modelo de la Catedral de Laon. La portada central, dedicada a  Santa María, sufrió graves daños durante la Revolución francesa.

## Historia

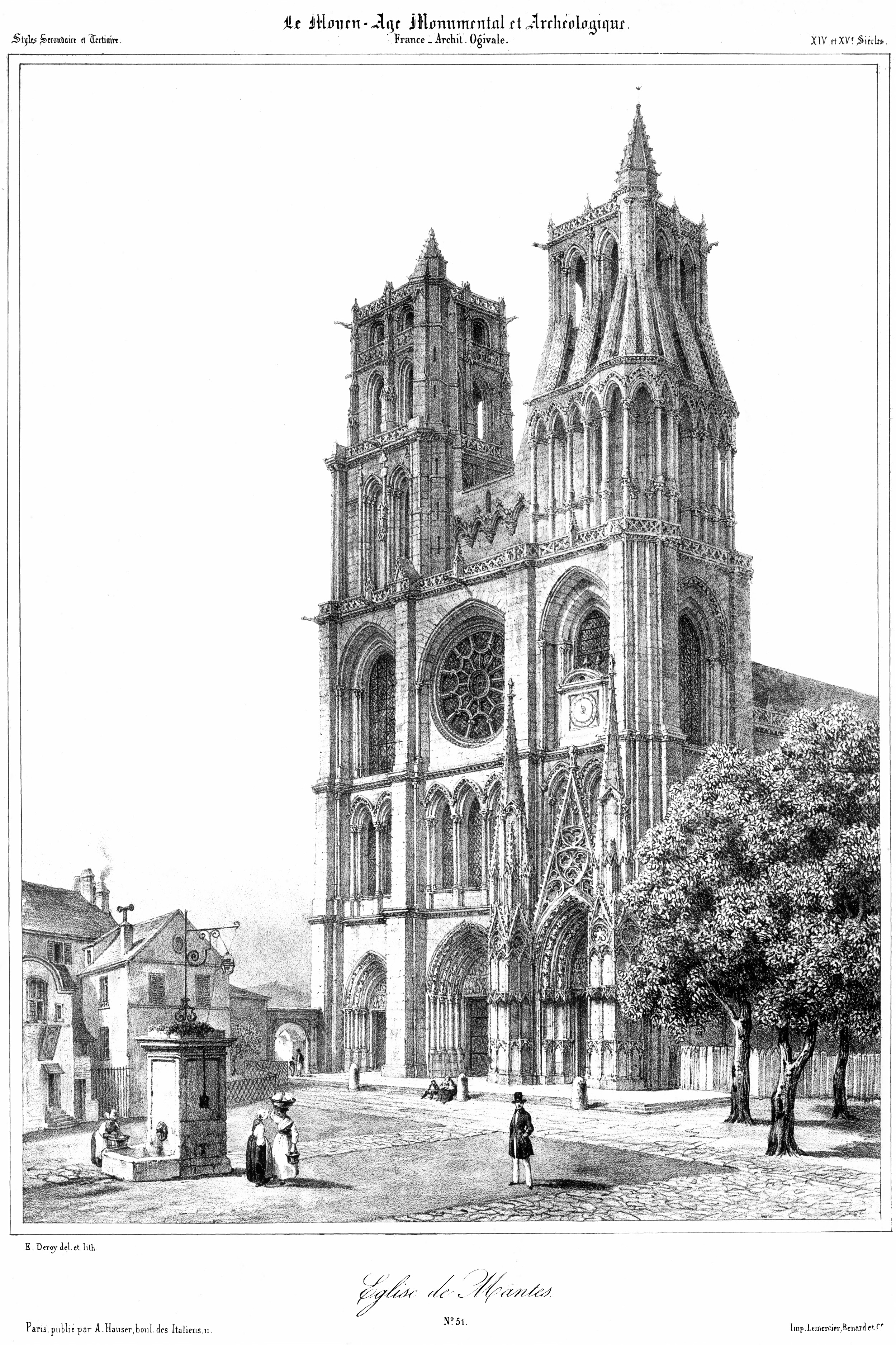
Notre-Dame hacia 1840, antes de las campañas de restauración.

Las últimas investigaciones han revelado una construcción probablemente iniciada hacia 1150. Se habrían conocido tres fases de construcción.
La primera fase se ocupó de la elevación de una plataforma al norte para superar la pendiente del terreno, la elevación del nivel inferior de la fachada occidental y sus portadas, y la construcción de los muros laterales de oeste a este, a lo que se suma las bóvedas de las naves laterales y la girola.
La segunda fase se ocupó a la elevación de los muros canalones de las tribunas hasta la luz de las torres, luego a la elevación de las arcadas que dan a la nave, seguida de su bóveda con bóvedas de cañón fajones. Las bóvedas de crucería, si omitimos los dos primeros tramos que son de la primera y segunda mitad del siglo XIII, pertenecen al siglo XIV. Los arbotantes se habrían erigido al mismo tiempo que esta segunda campaña, es decir, en el siglo XII. Finalmente, el nivel de las ventanas superiores se habría elevado hasta el cuarto tramo, sólo los cuatro tramos orientales se habrían erigido en el último cuarto del siglo XII.
La construcción de la torre meridional se habría iniciado hacia 1240, mientras que la torre norte se habría terminado hacia 1266, cuando recibió las campanas. El piso superior de la torre norte fue reconstruido entre 1492 y 1508 después de un colapso.
Vemos en la nave la huella de una bordura funeraria.
Durante la Revolución Francesa, la colegiata fue saqueada, en particular, muchas estatuas de la fachada que fueron mutiladas en 1794. Algunas de estas esculturas fueron encontradas por Alphonse Durand, en los cimientos del antiguo convento de las Ursulinas. Actualmente se exponen en parte en el Museo del Hôtel-Dieu de la ciudad, la otra parte se conserva en el depósito lapidario de las gradas.
Luego el edificio fue convertido en «templo de la razón», después se transformó sucesivamente en fábrica de salitre y en arsenal.
Tras la firma del Concordato en 1801, algunas obras de restauración de urgencia se llevaron a cabo.
Las campañas de restauración se realizarán desde el siglo XIX hasta el siglo XXI. Durante el siglo XIX se llevó a cabo una importante campaña de restauración. La restauración de la torre norte se llevó a cabo de 1851 a 1855 bajo la dirección de Alphonse Durand, arquitecto de Mantes-la-Jolie, alumno de Viollet-le-Duc. Decidió reconstruirla de forma idéntica a la torre sur, yendo un poco más allá del principio de restauración.
El 30 de mayo de 1944, un importante bombardeo aéreo aliado, dirigido al puente de Mantes, destruyó una gran parte del antiguo centro de Mantes-la-Jolie. La universidad se ve ligeramente afectada.
El techo, que destaca por su patrón decorativo con la esvástica, fue completamente renovado en 2001 y 2002. Esta obra requirió la colocación de 44 650 tuiles. La rosa fue restaurada en 2003.

La cara norte fue restaurada en 2012. El 27 de septiembre de 2012, con motivo del lanzamiento de un sello con la imagen de la colegiata, Michel Vialay, alcalde de Mantes-la-Jolie, anunció su intención de solicitar el registro del edificio como Patrimonio de la Humanidad por la UNESCO.

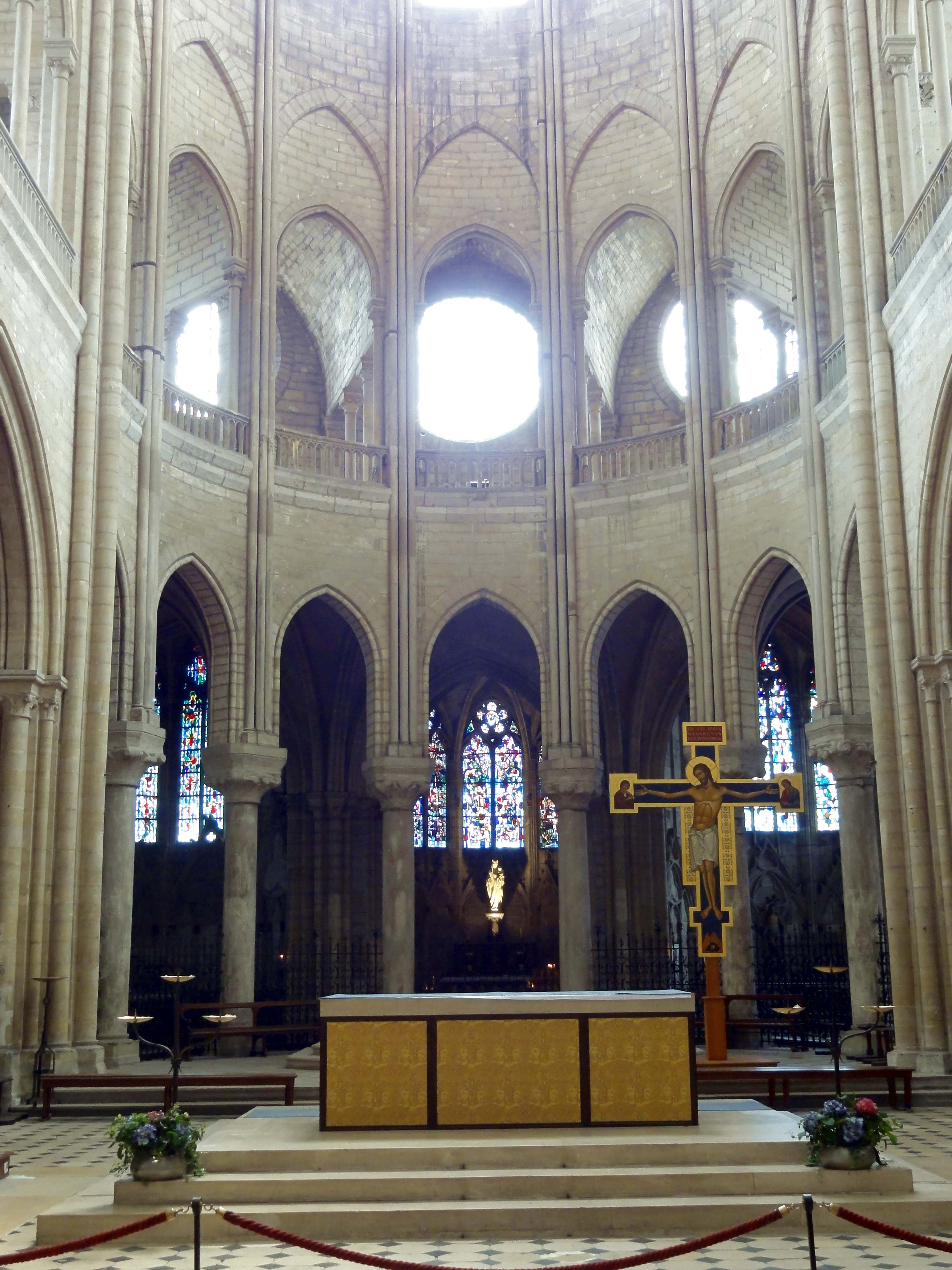
Vista hacia el coro
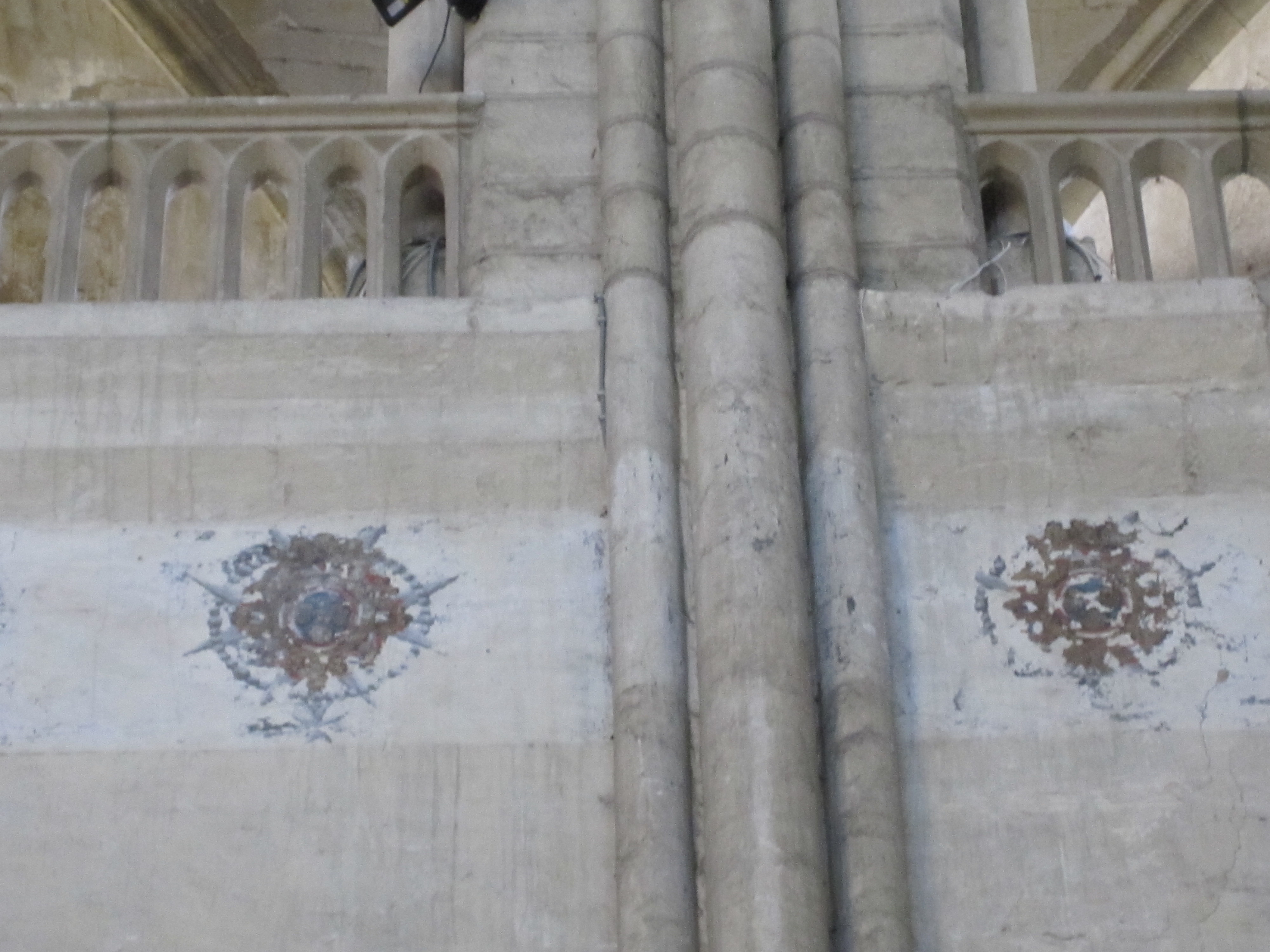
Lista fúnebre
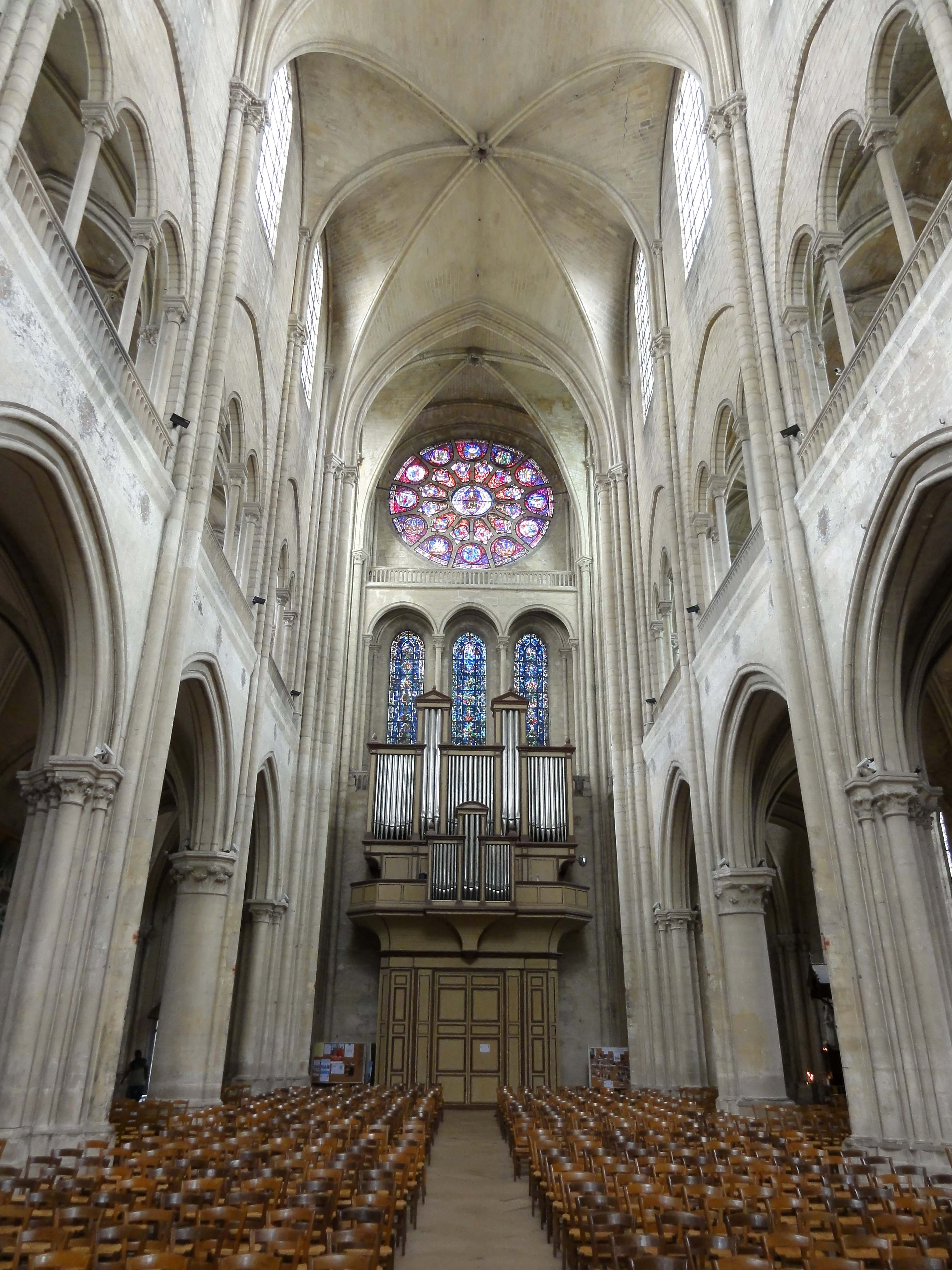
Vista hacia la fachada occidental.
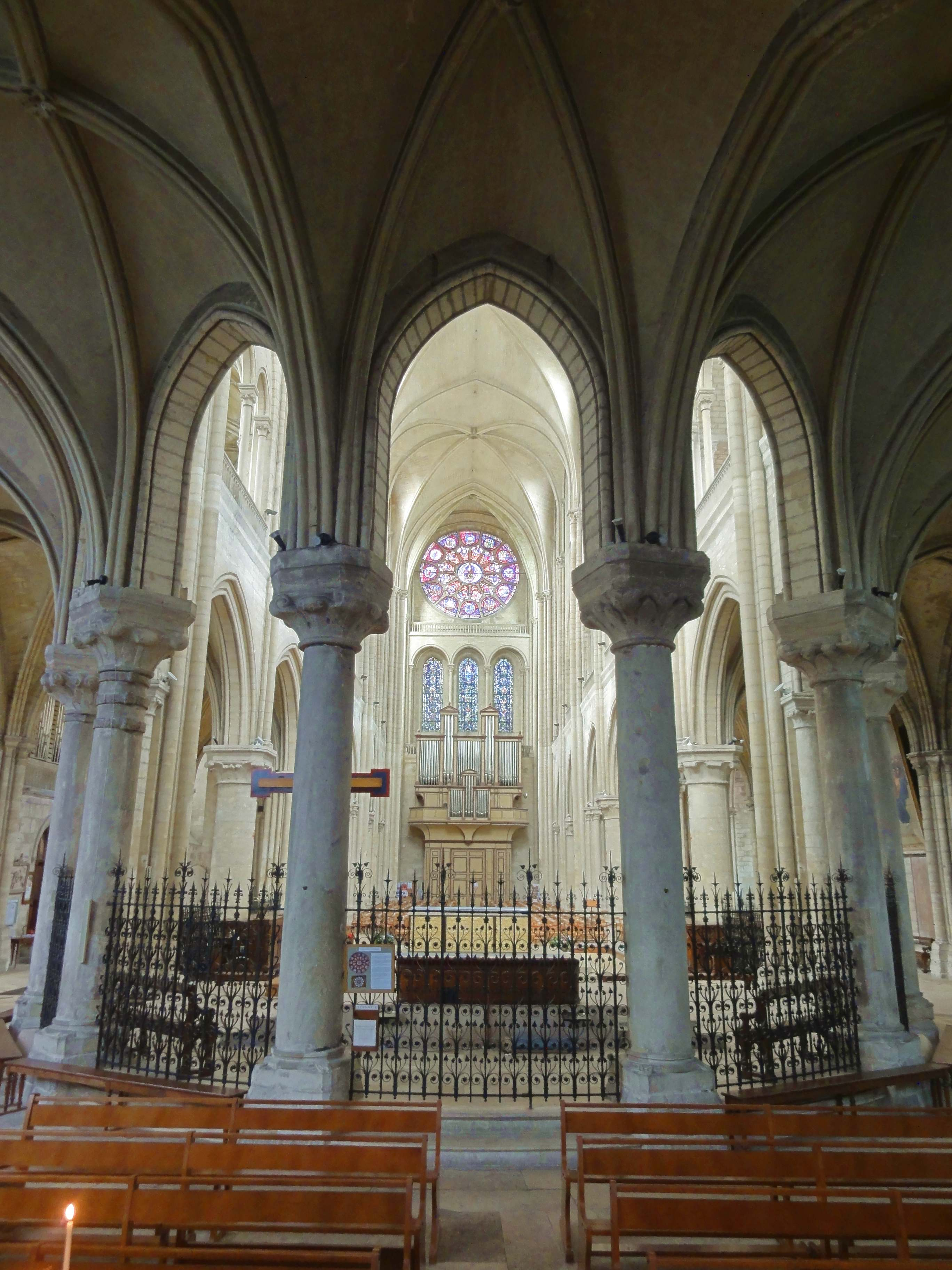
Vista hacia la fachada occidental desde la rotonda.
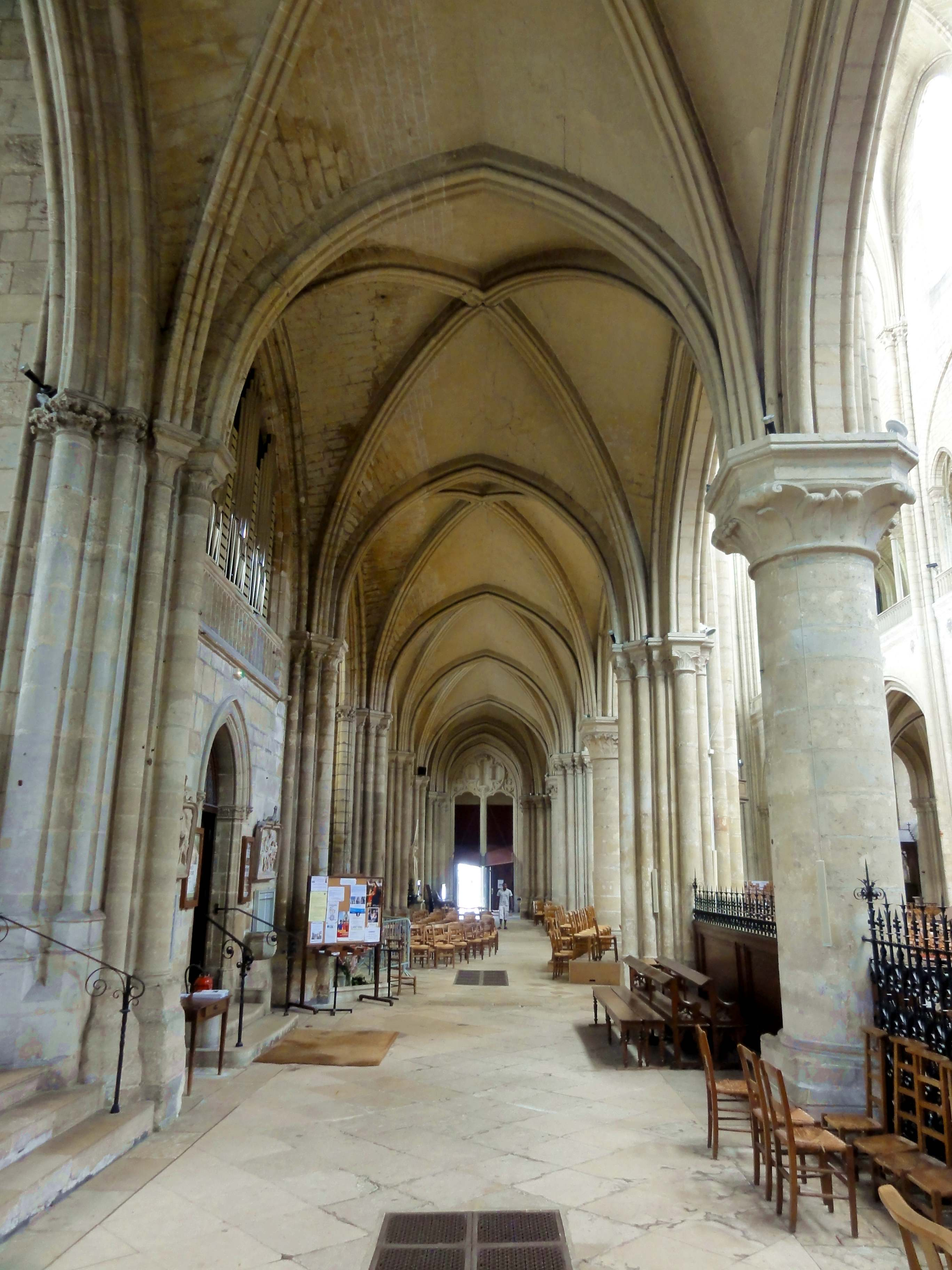
Lado sur inferior del coro
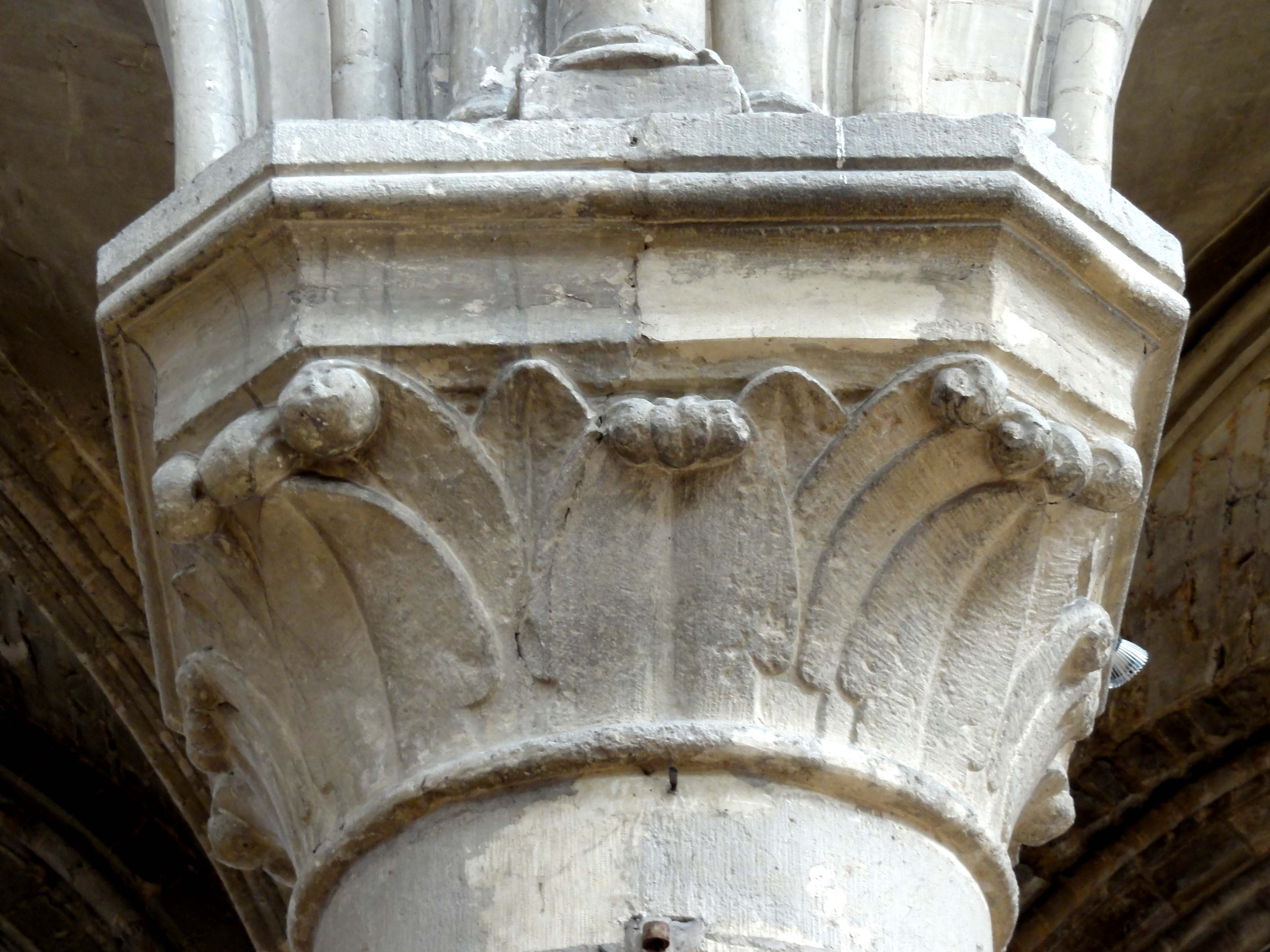
Capitel de nave
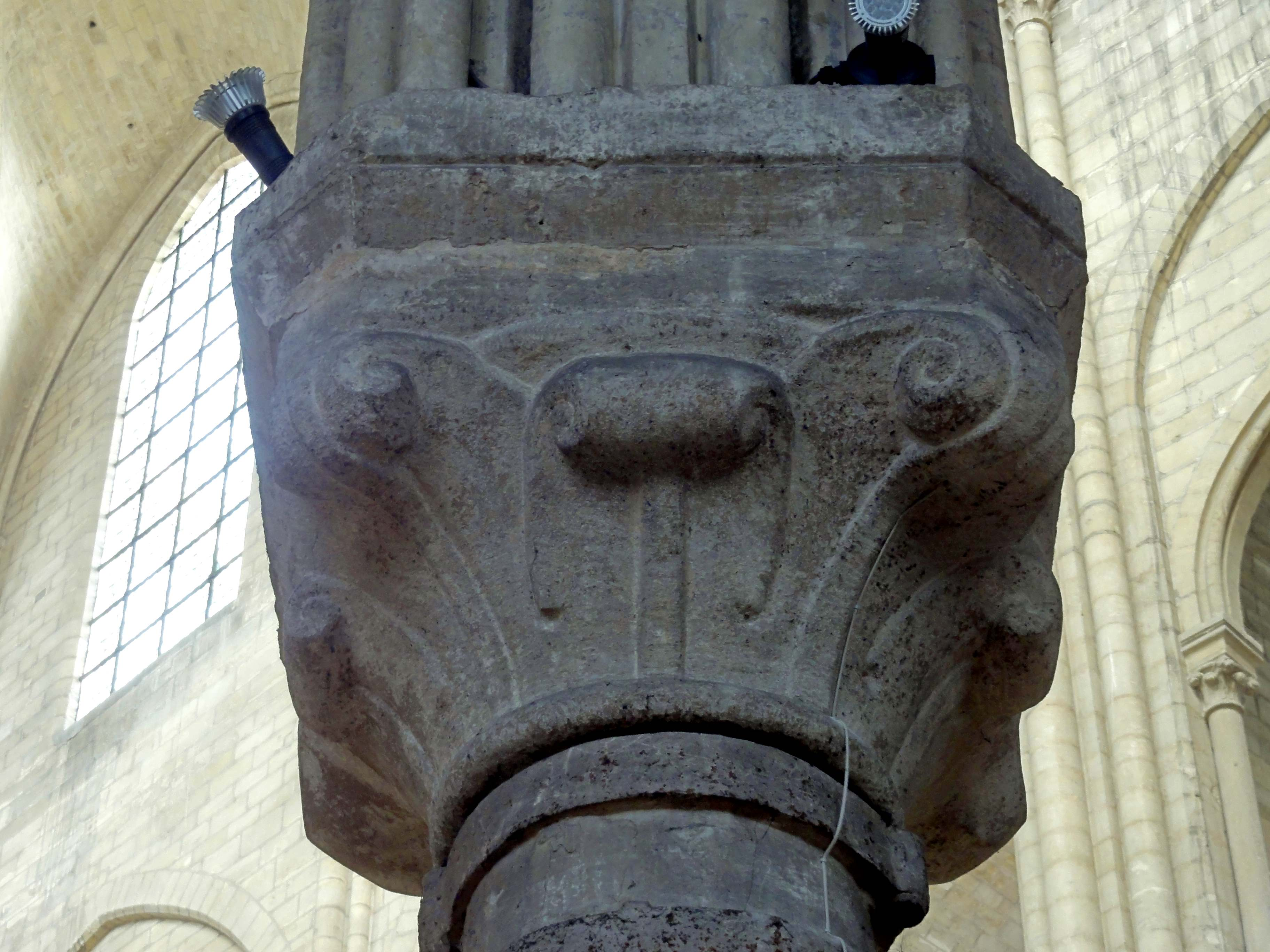
Capitel del coro
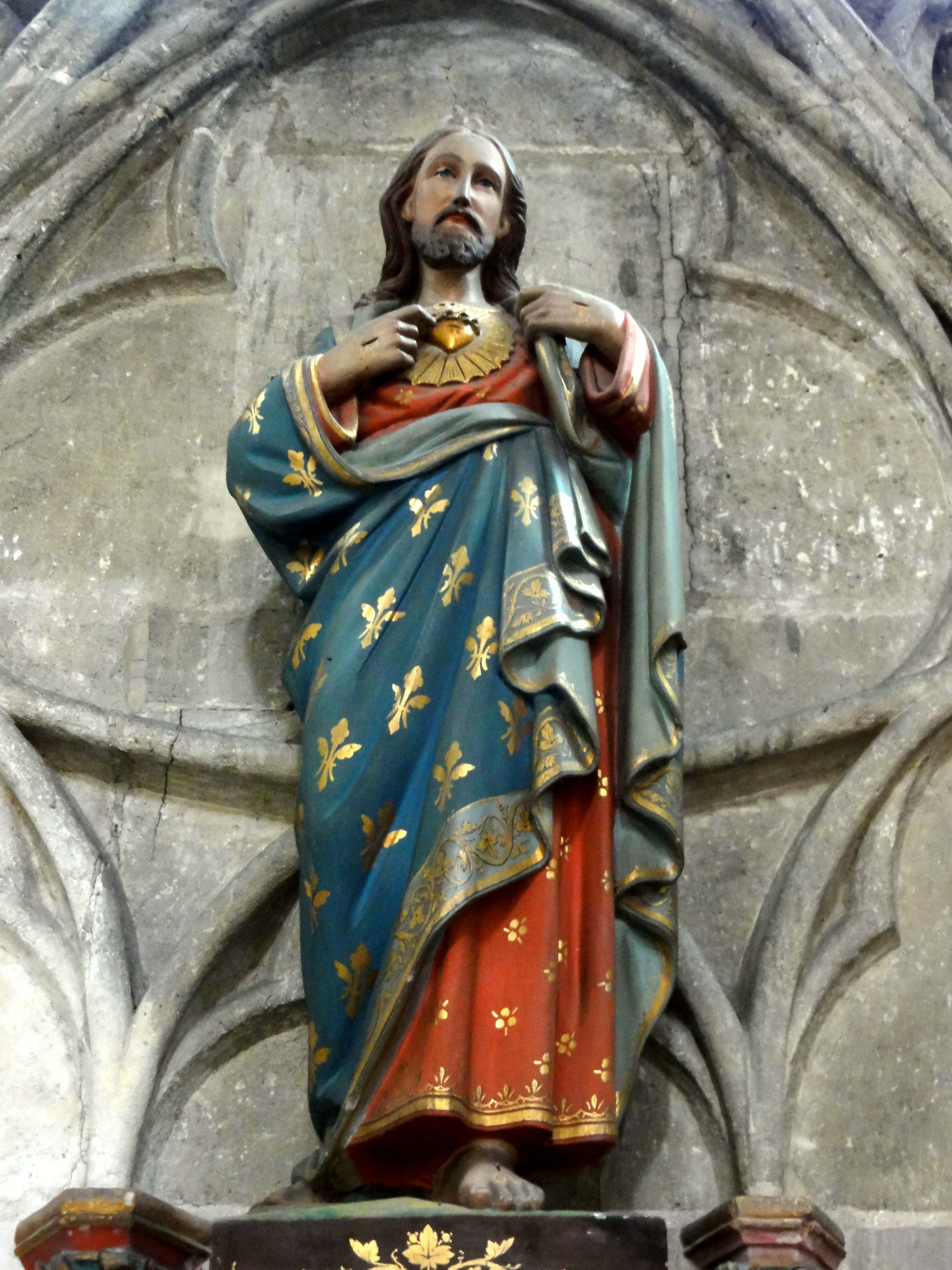
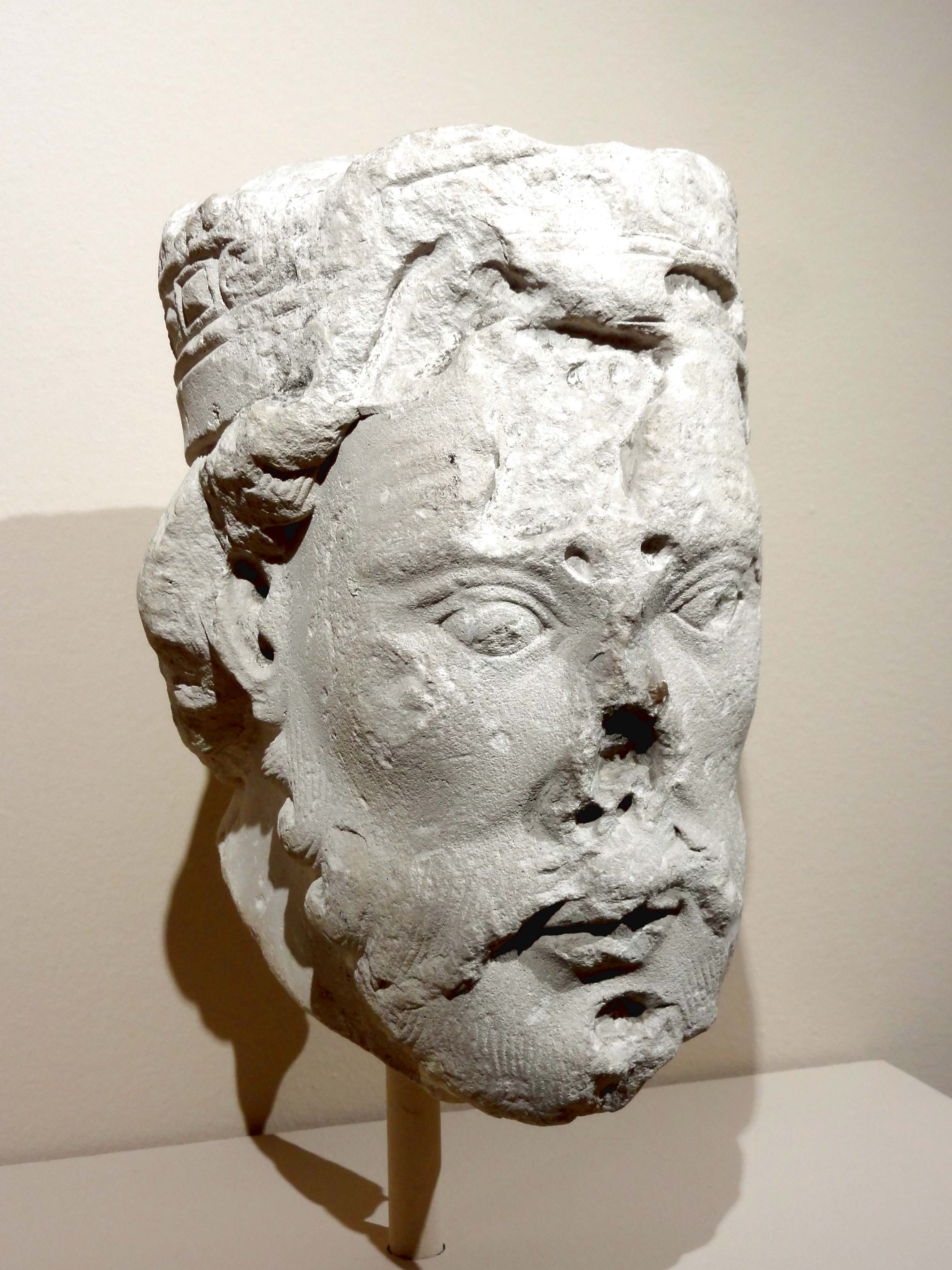
Cabeza de hombre coronado, de mediados del siglo XII, procedente del portal norte.
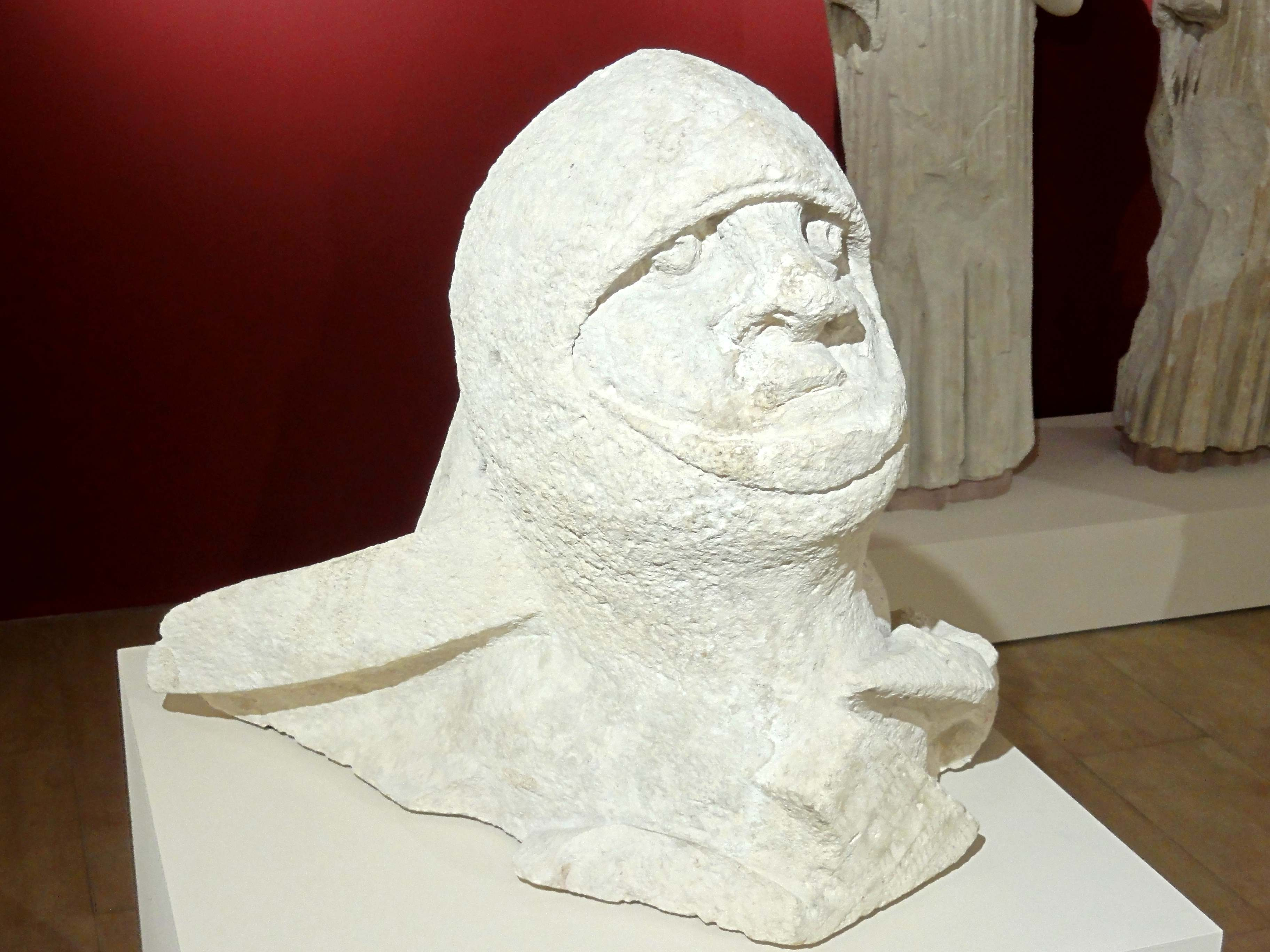
Fragmento probablemente de la torre norte.

## Dimensiones
La colegiata de Mantes-la-Jolie tiene dimensiones cercanas a las de la catedral de Senlis.
- Largo total:  67,70 m;
- longitud de la nave y presbiterio: 57,70 m;
- ancho de la nave: 11,75 m;
- altura bajo bóvedas: 29,90 m;
- altura total de las torres: 61 m;
- ancho de la fachada: 29,70 m;
- ancho del pasillo: 6,10 m;
- altura al piso de la galería: 31,25 m.

Estas medidas fueron dadas por André Rhein en 1932.
Andrew J. Tallon, historiador del arte estadounidense, pudo realizar más mediciones durante el proyecto Mapping Gothic France.
- Altura de la nave: 28,77 metros
- Ancho de la nave: 9,9m
- altura de los pasillos: 8,73 metros
- Ancho de los pasillos: 4,61 metros
- Ancho total: 19,12 metros

## Portadas

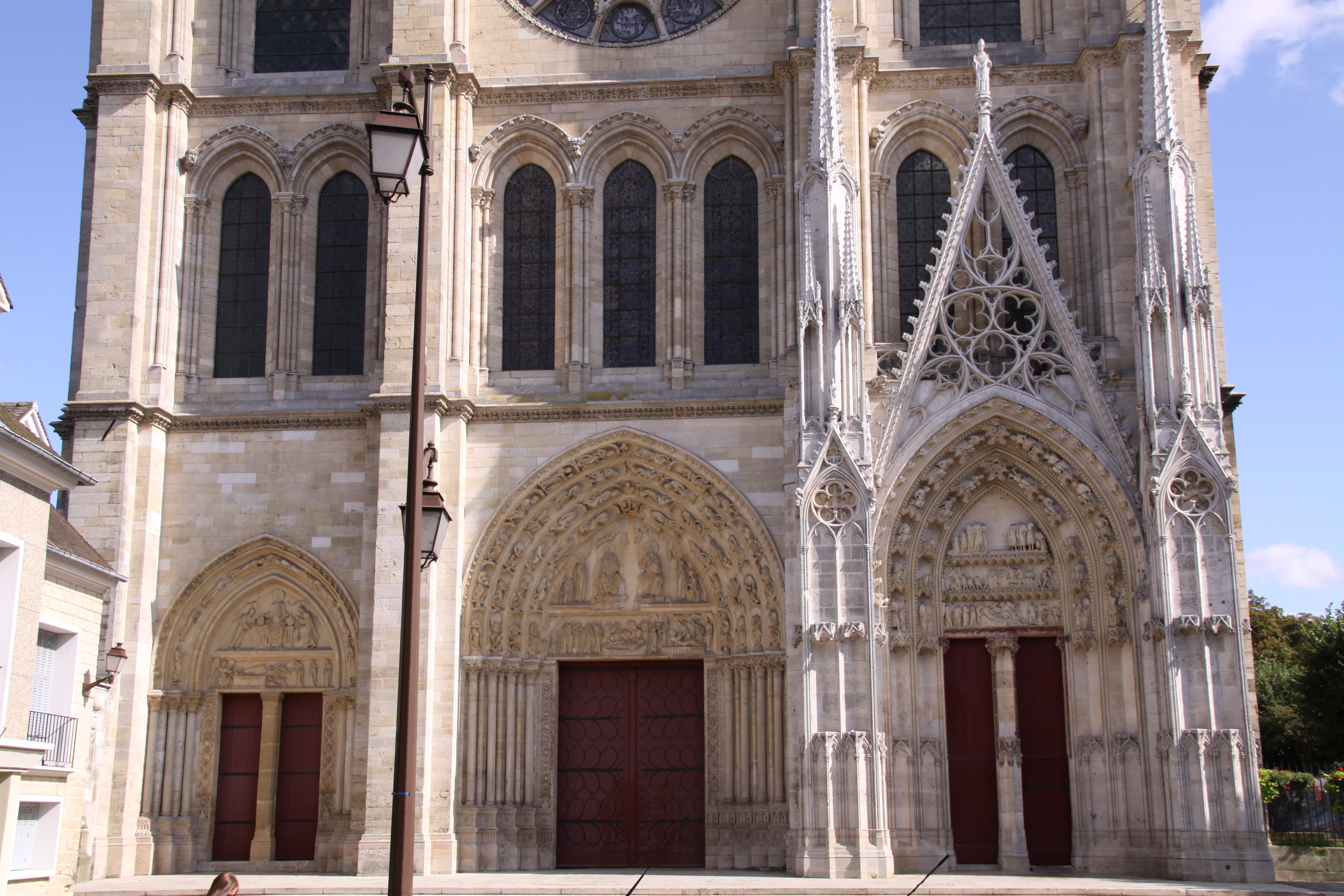
Portadas de la fachada oeste de la Colegiata de Notre-Dame

### Portada de la Resurrección
Es la obra más antigua del edificio. Se habría realizado hacia 1150 en piedra blanca de Vernon o piedra roya de Isla de Francia por los talleres que trabajaban en Saint-Denis y Notre-Dame de París. Este portal está dedicado a la Resurrección de Cristo. Esculpida en un estilo más arcaico, demuestra menos dominio técnico por parte del artista. Sin embargo, podemos apreciar la sencillez que se desprende de él y que sin duda está relacionada con su vocación educativa.

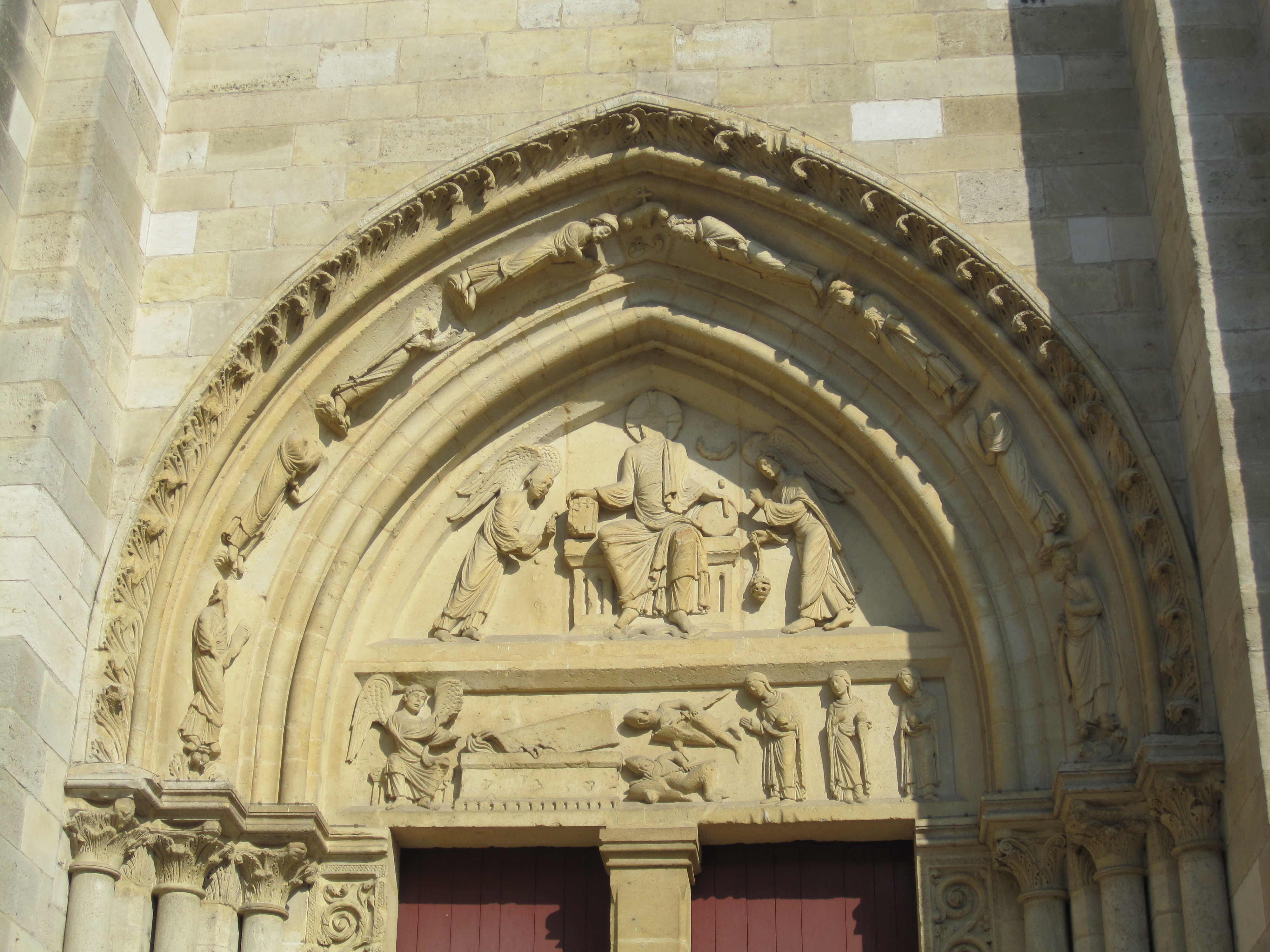

### Portada de la Virgen
La entrada principal de la Colegiata dedicada a María y su Asunción. El Portal de la Virgen está considerado una obra maestra de la escultura occidental. Consta de dos conjuntos diseñados con diez o quince años de diferencia. La parte inferior, por debajo del nivel de la base del dintel, debió ser ejecutada muy poco después del portal de la Resurrección. Toda la parte superior (arco y tímpano) es notablemente posterior. Está cerca del portal dedicado a la Virgen de la catedral de Senlis. En 1998, durante las restauraciones del portal, salieron a la luz fragmentos de policromía. El rojo, el verde y el azul destacan ante nuestros ojos.

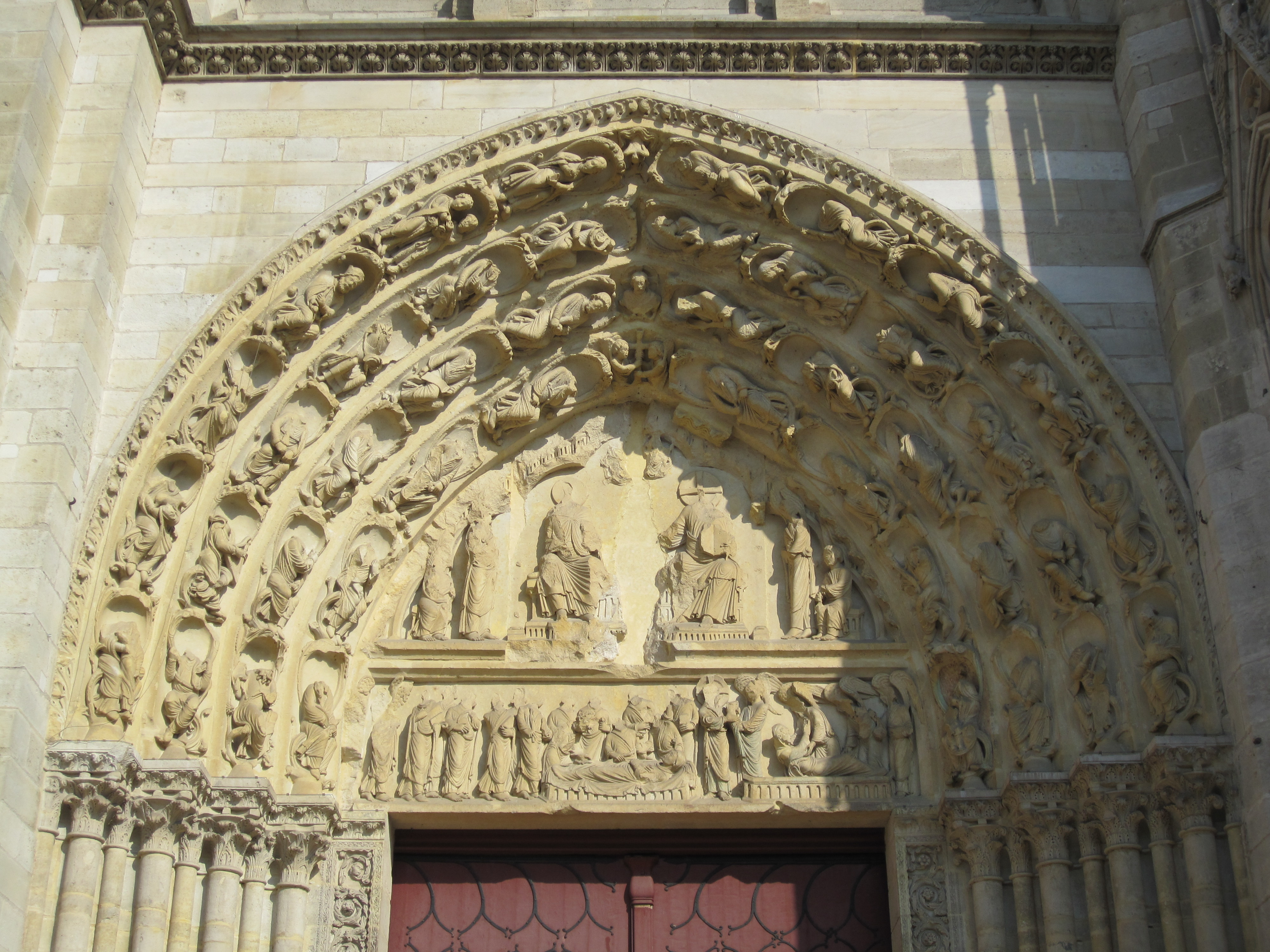

### Portada de los Concejales
Situado a la derecha de la fachada, este portal ricamente decorado fue construido en 1320 a petición de los regidores de la ciudad. Se asemeja en composición y estilo al portal sur de la Catedral de Calende de Rouen. Fue saqueado durante la Revolución, en particular todas las estatuas de las troneras de la parte inferior y parte de la decoración del tímpano donde desaparecieron las cabezas de las estatuas.

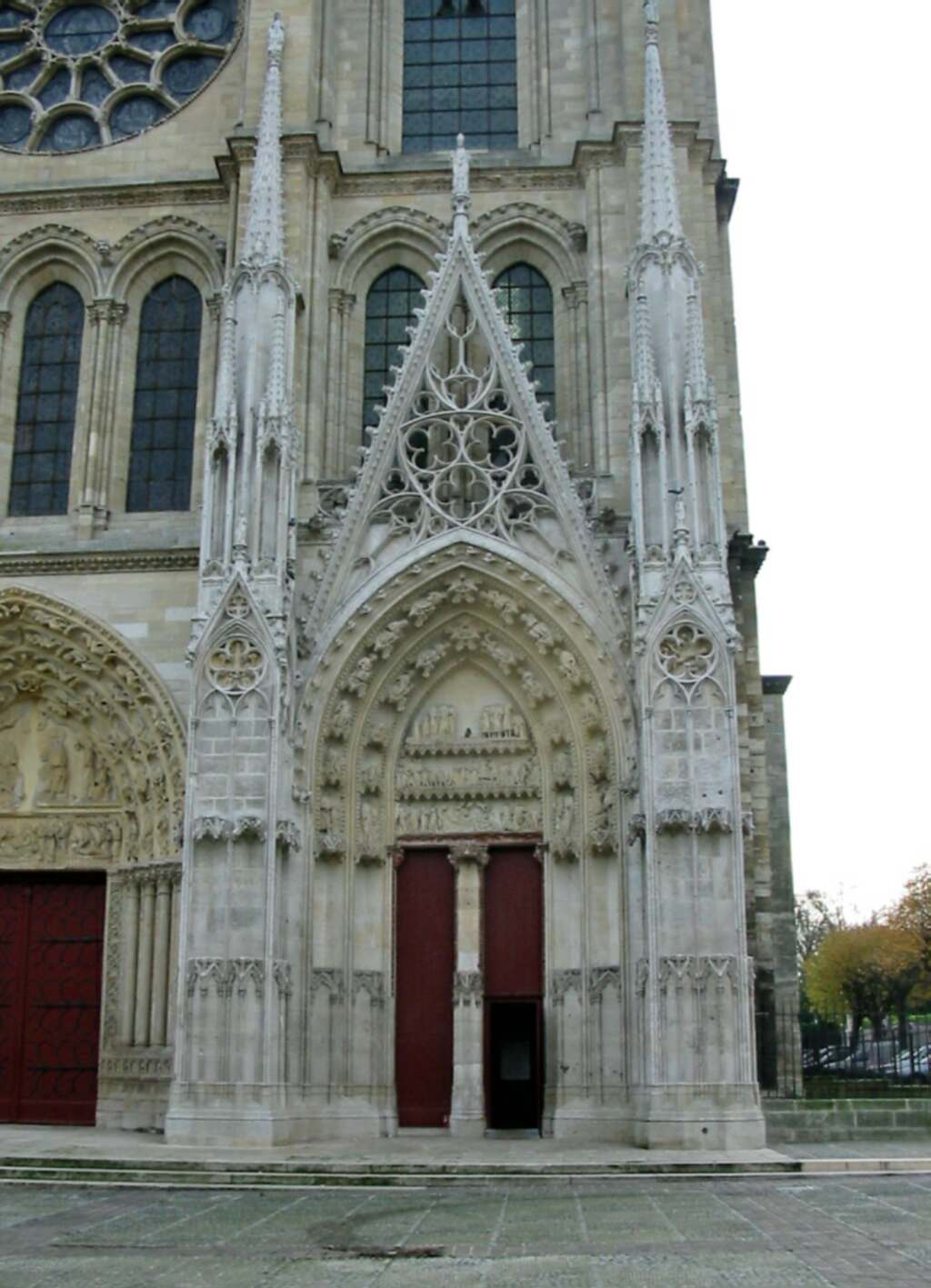
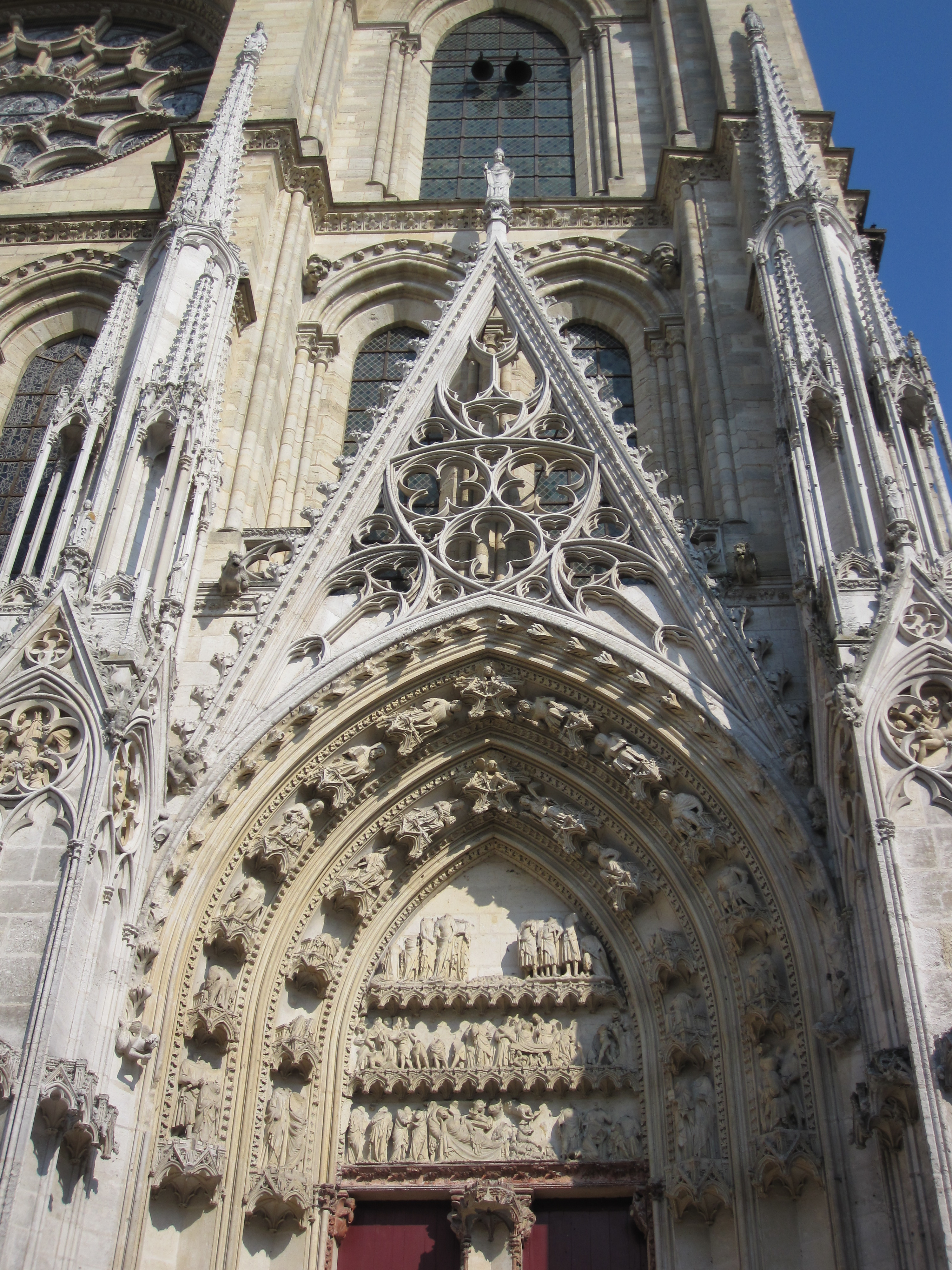

## La nave
La nave gótica es una de las más altas del siglo XII. En su época, sólo Notre-Dame de París la superaba en sólo dos metros. El alzado de la nave se divide en tres plantas de alturas aproximadamente iguales. : las grandes arcadas de la planta baja, las de las gradas y finalmente los altos ventanales. La disposición de la nave se debe en gran medida a sus tres bóvedas de crucería sexpartitas de seis puntas, cada una de las cuales abarca dos tramos. La adopción de este tipo de estructura tiene una consecuencia obvia: No todas las baterías soportan la misma carga. De ahí la alternancia de fustes cilíndricos simples y pilotes flanqueados por pequeñas columnas que se encuentra en otras grandes iglesias del gótico temprano (Laón, París, Sens, Lausana...).

El estilo de la arquitectura sorprende por su sobriedad. Los grandes ventanales de las gradas no están moldurados. Allí, debido a la ausencia de división horizontal, aparecen grandes secciones de paredes desnudas, especialmente en el suelo de las ventanas altas. Esta sobriedad está perfectamente en el espíritu de los arquitectos parisinos del siglo XII. La modesta longitud de la nave, la separación de los pilares que se abren ampliamente a las naves laterales, así como las amplias zonas horizontales confieren al conjunto una majestuosidad asombrosa.

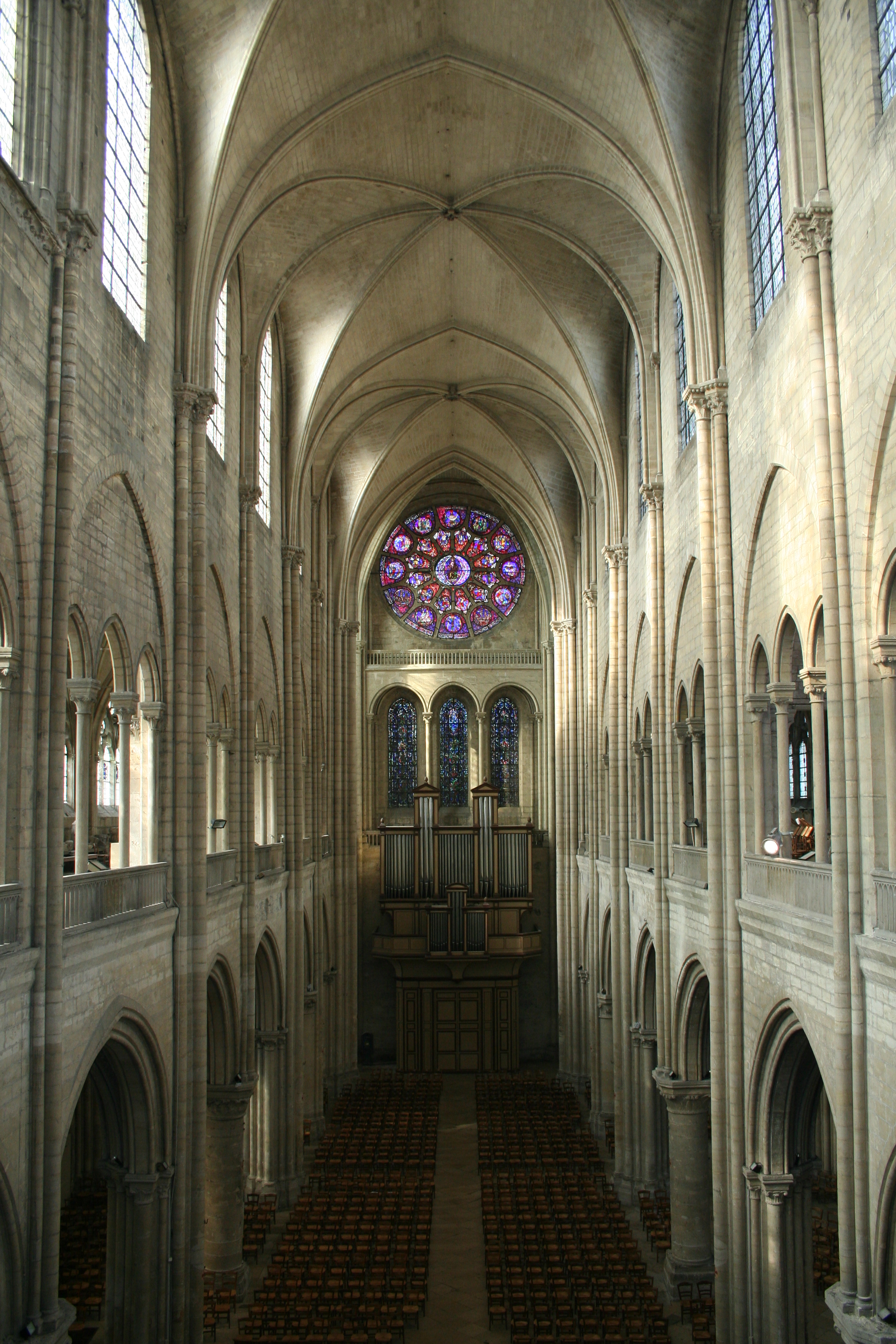
La nef
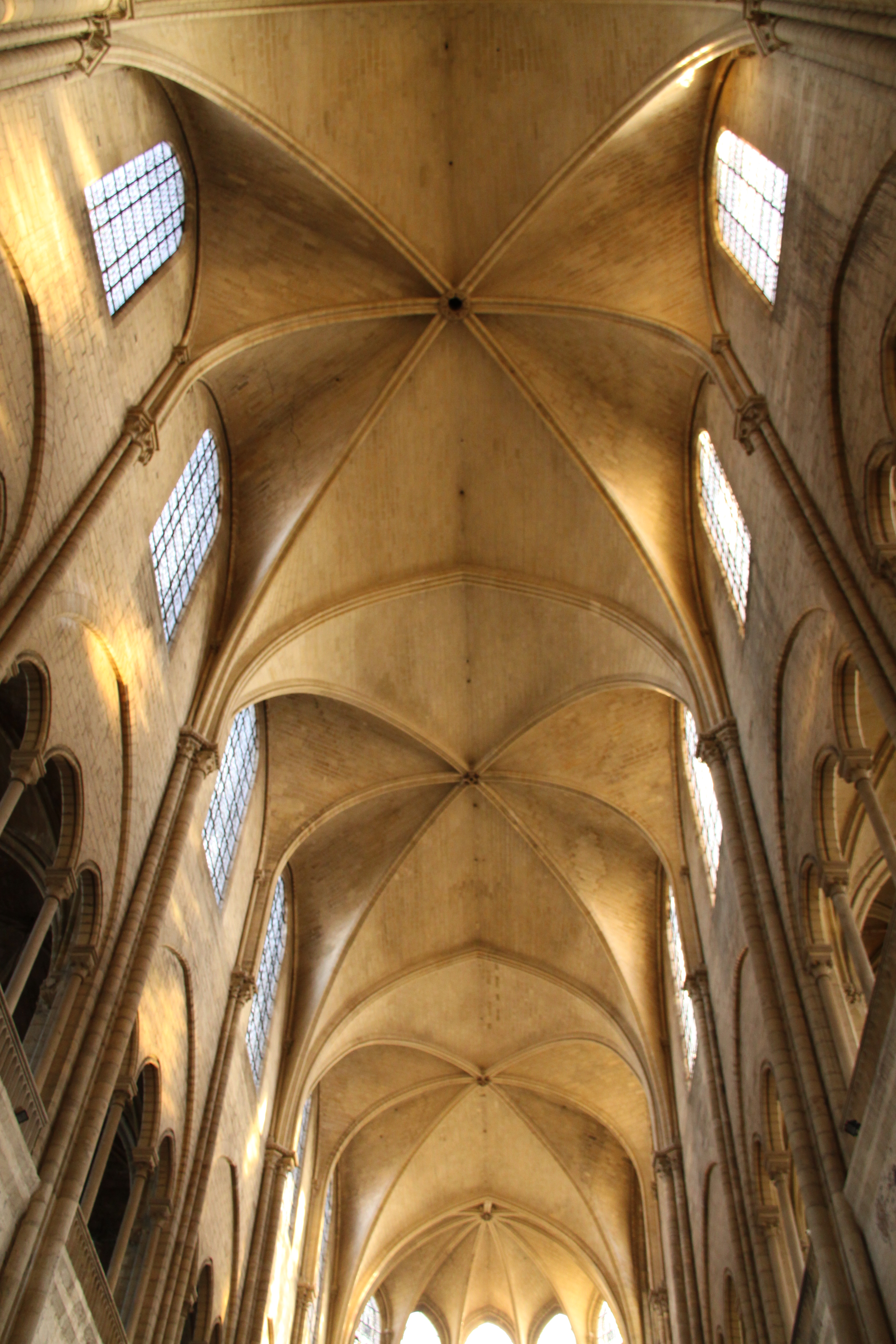
La voûte sexpartite

## Vidrieras

### Rosetón
El gran rosetón de Mantes es uno de los más antiguos de Francia. Los paneles más antiguos datan aproximadamente del año 1210. Representa el Juicio Final. El óculo central lo ocupa una mandorla donde está entronizado Cristo juez, destacando sobre un fondo azul poblado de estrellas rojas. Está rodeado por un coro de ángeles cuyos bustos alados emergen de las nubes. El primer círculo, que obedece a un eje de simetría vertical, es el de los ángeles y los intercesores. El fondo azul de los cuatrifolios figurados contrasta con el rojo sobre el que destaca el follaje decorativo que completa cada compartimento.

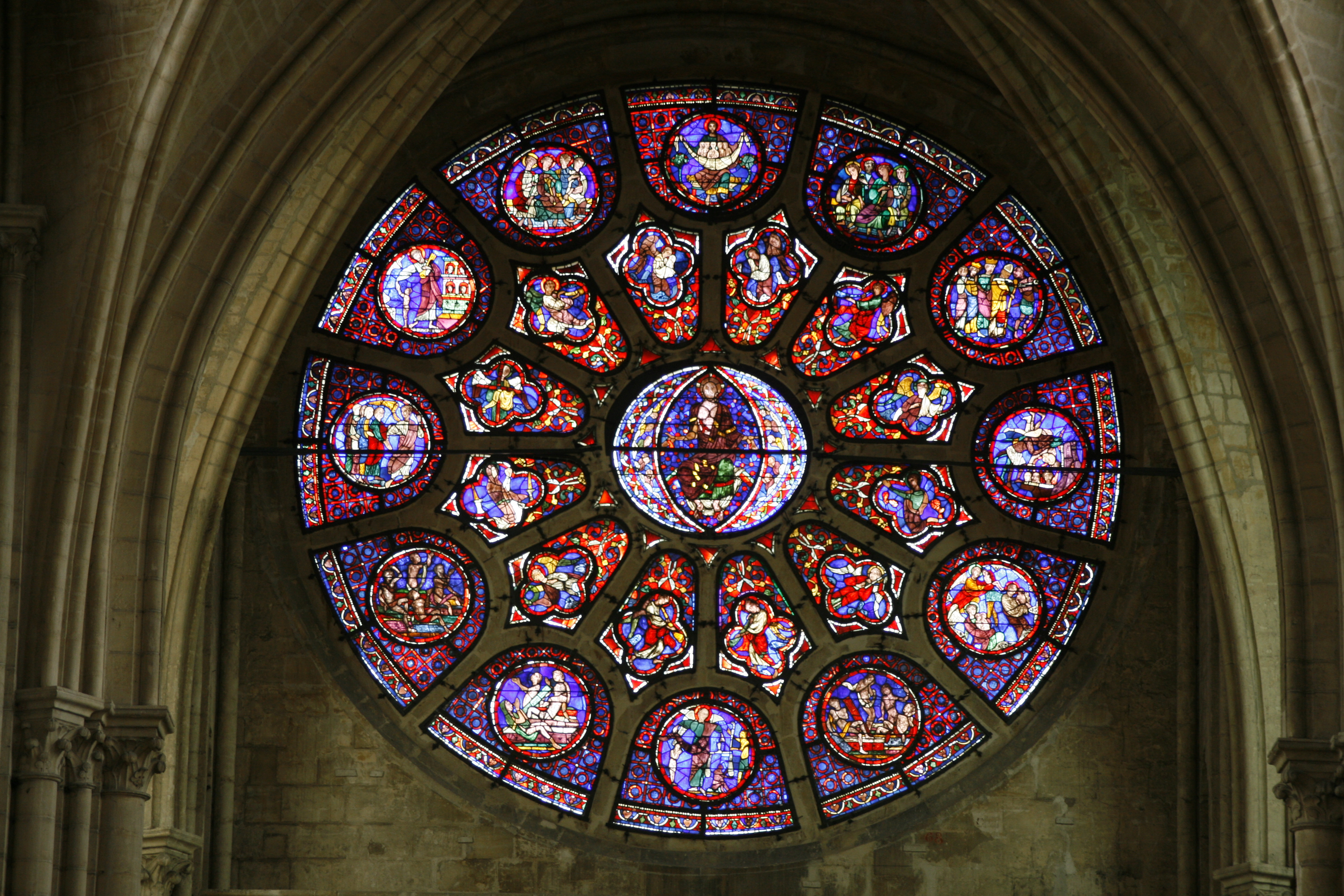
Rosetón de la colegiata de Notre-Dame de Mantes-la-Jolie.
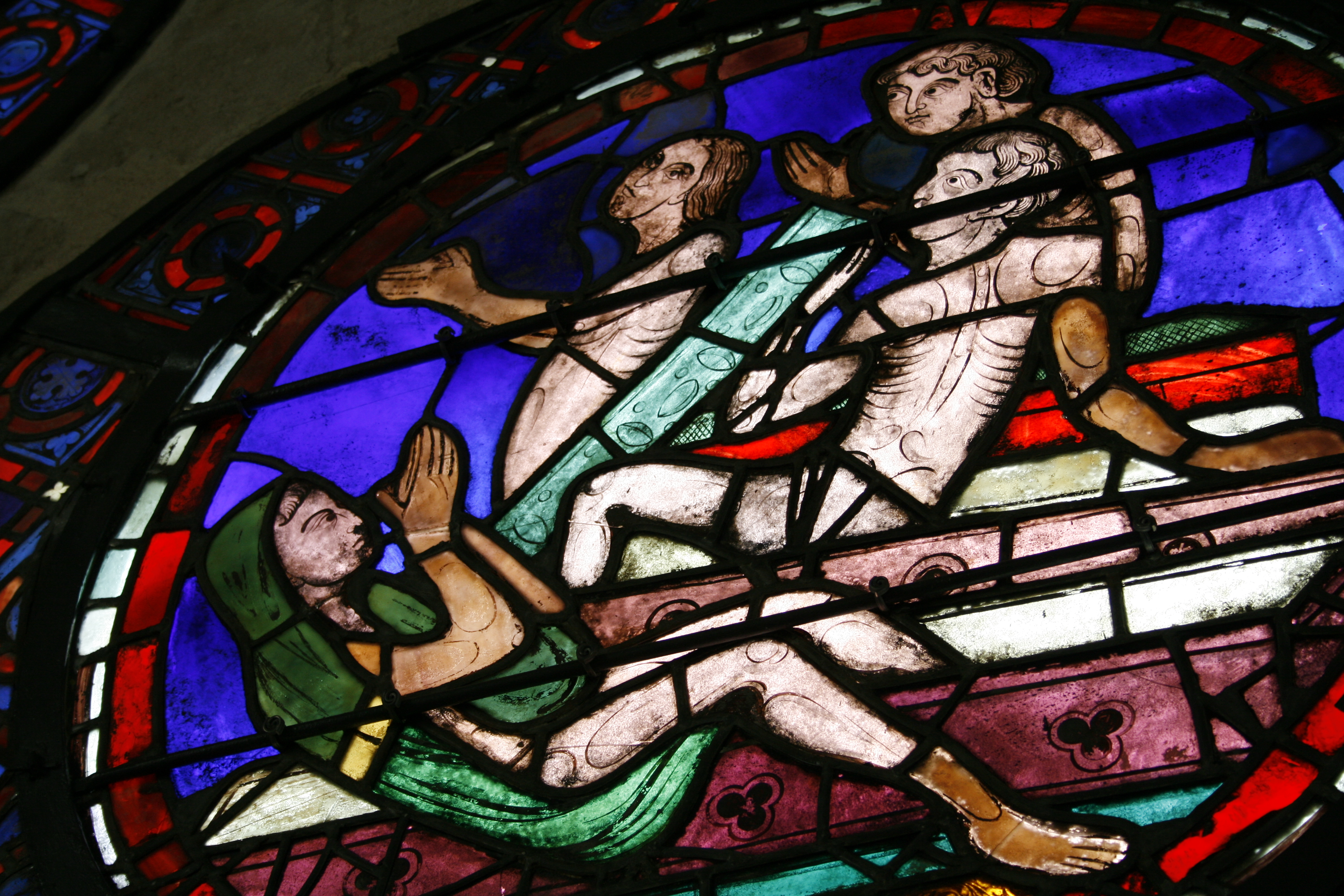
Primera escena de la resurrección de los muertos.
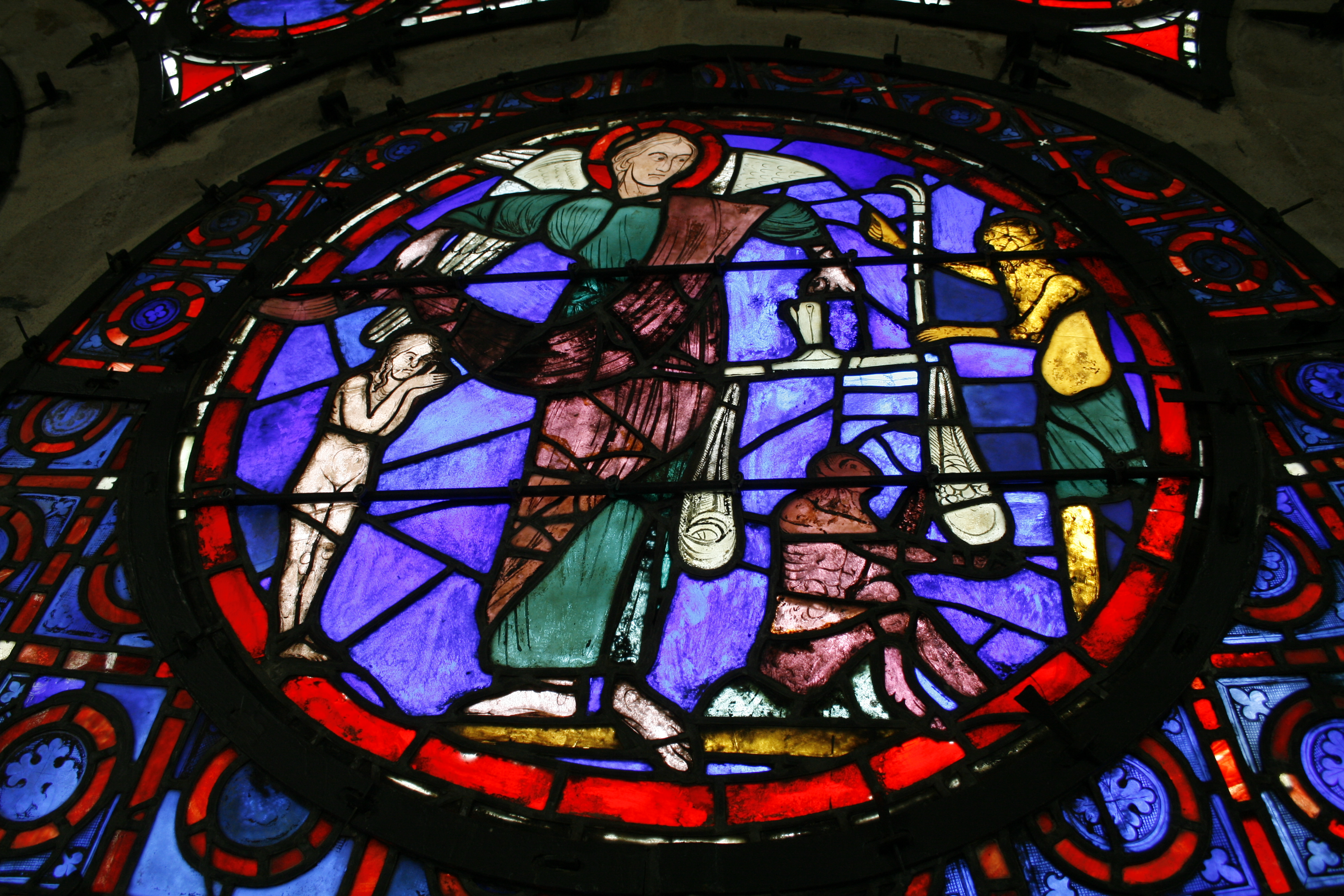
Pesaje de las almas de San Miguel.

## Capilla de Navarra
En la nave sur de la iglesia, la capilla de Navarra o del Rosario, es, sin duda, la más famosa. Fue fundada en 1313 por deseo de María de Brabante, segunda esposa de Felipe III de Francia. Su deseo era dotar a la colegiata de dos capillas dedicadas a San Pablo y San Luis. Se trata de una capilla doble, resultado del encuentro de dos capillas entre 1352 y 1364. En las paredes se encuentran cuatro esculturas del siglo XIV de santos y reinas donantes. Aún hoy son visibles restos de policromía (restos de una crucifixión) y una decoración de falsos aparatos con juntas rojas sobre fondo blanco. Sobre determinados pilotes se pueden ver las armas de Navarra, pintadas de rojo sobre fondo amarillo. En las escaleras se reutilizó un trozo de lápida.

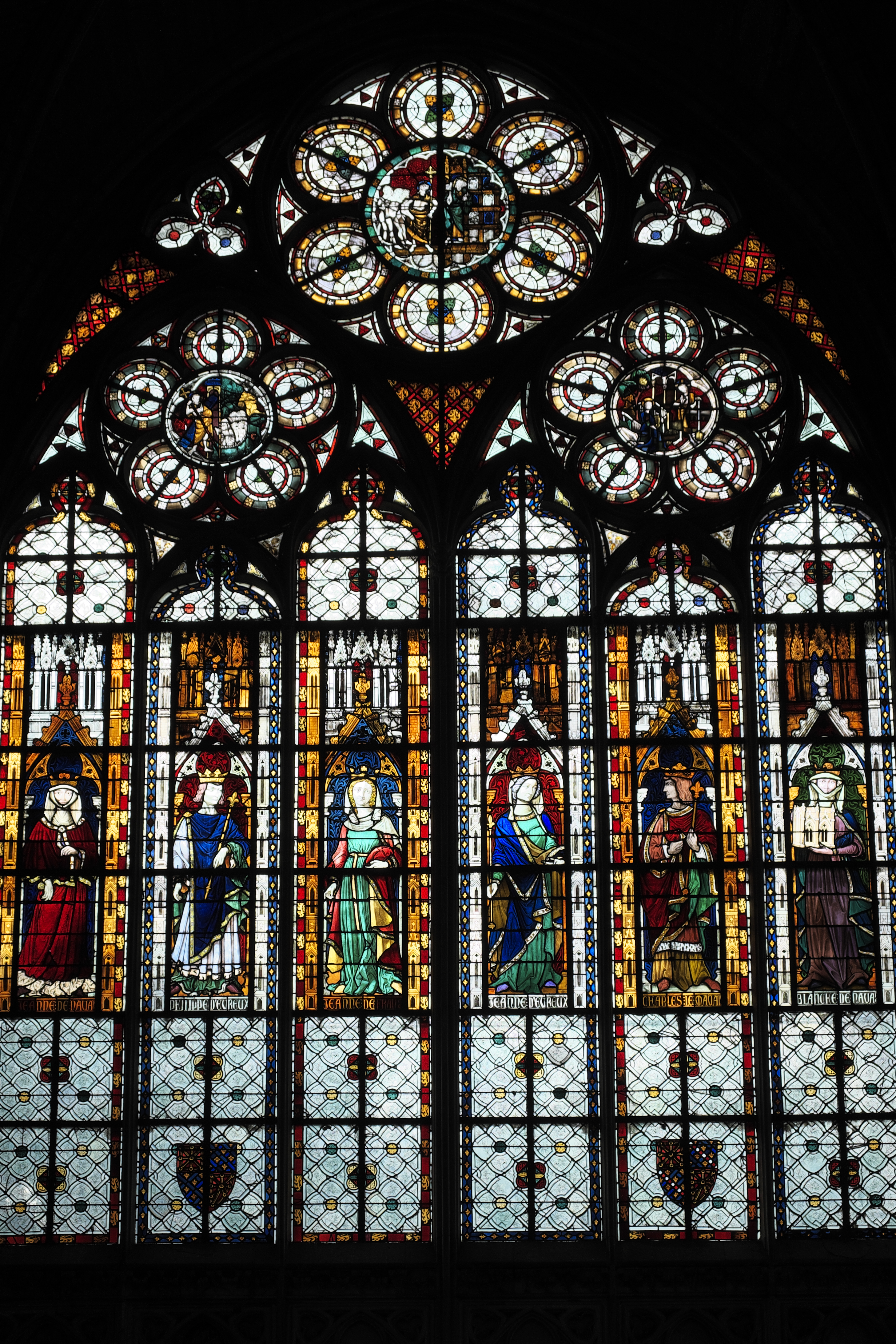
Vidrieras de la capilla.
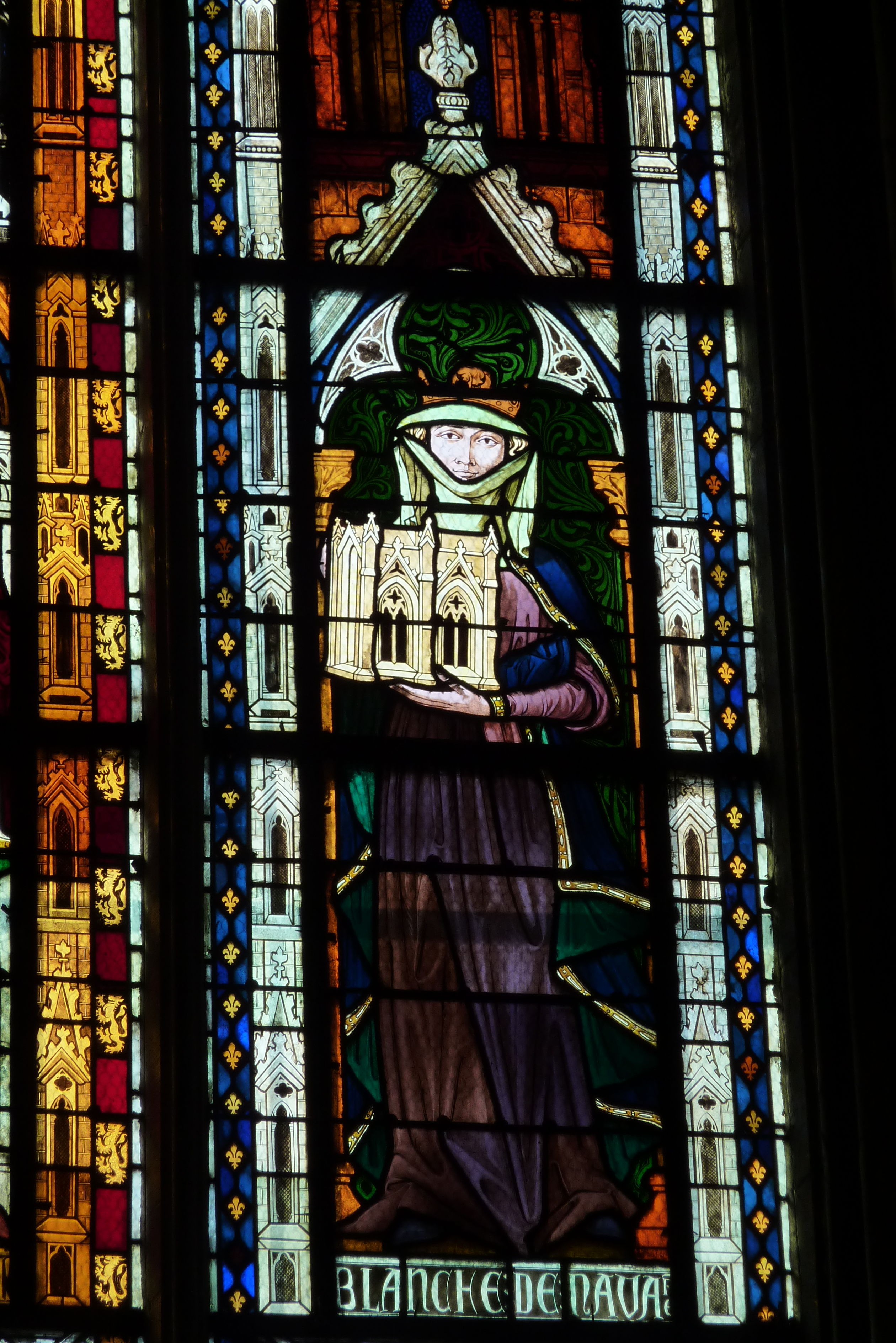
Detalle
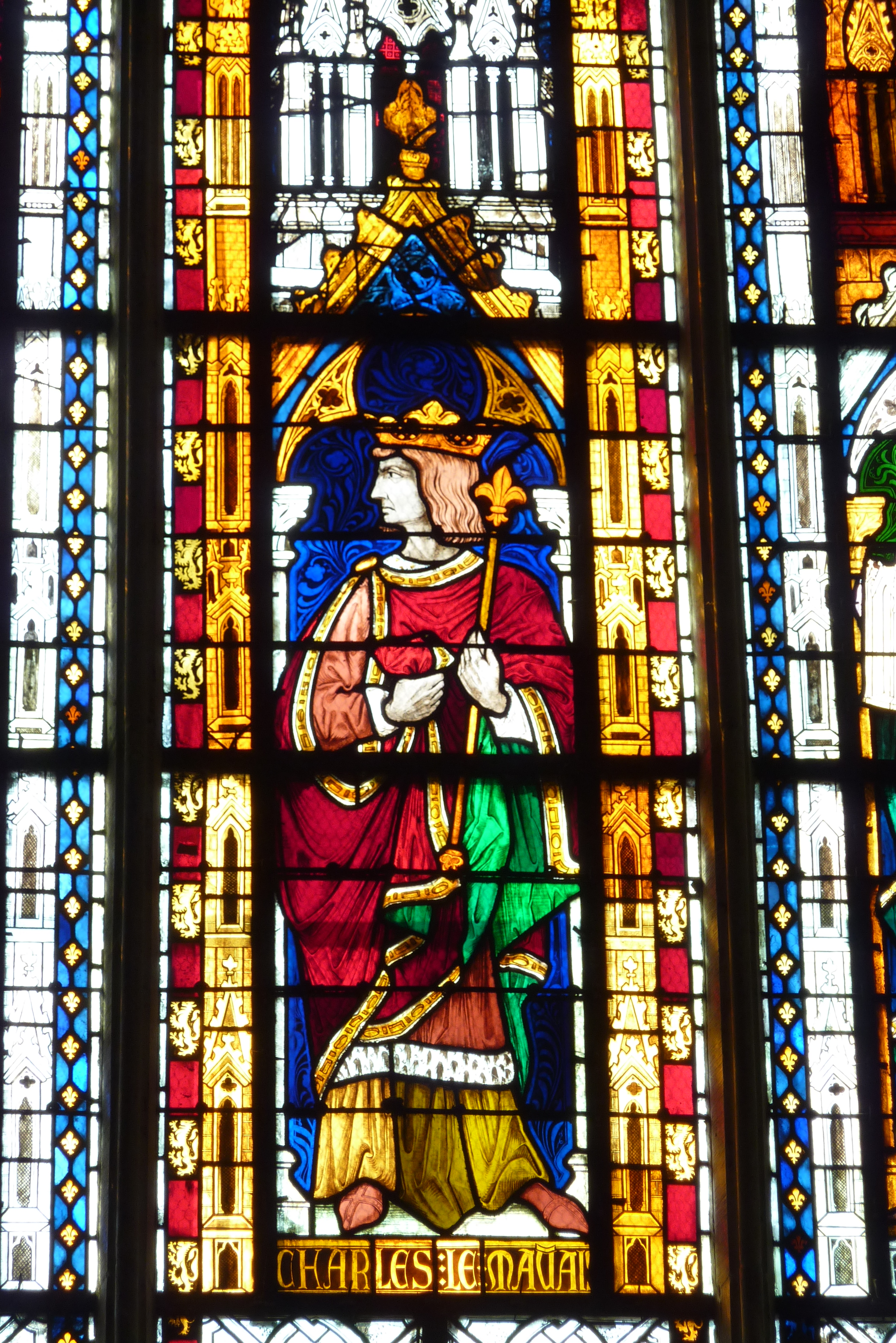
Detalle
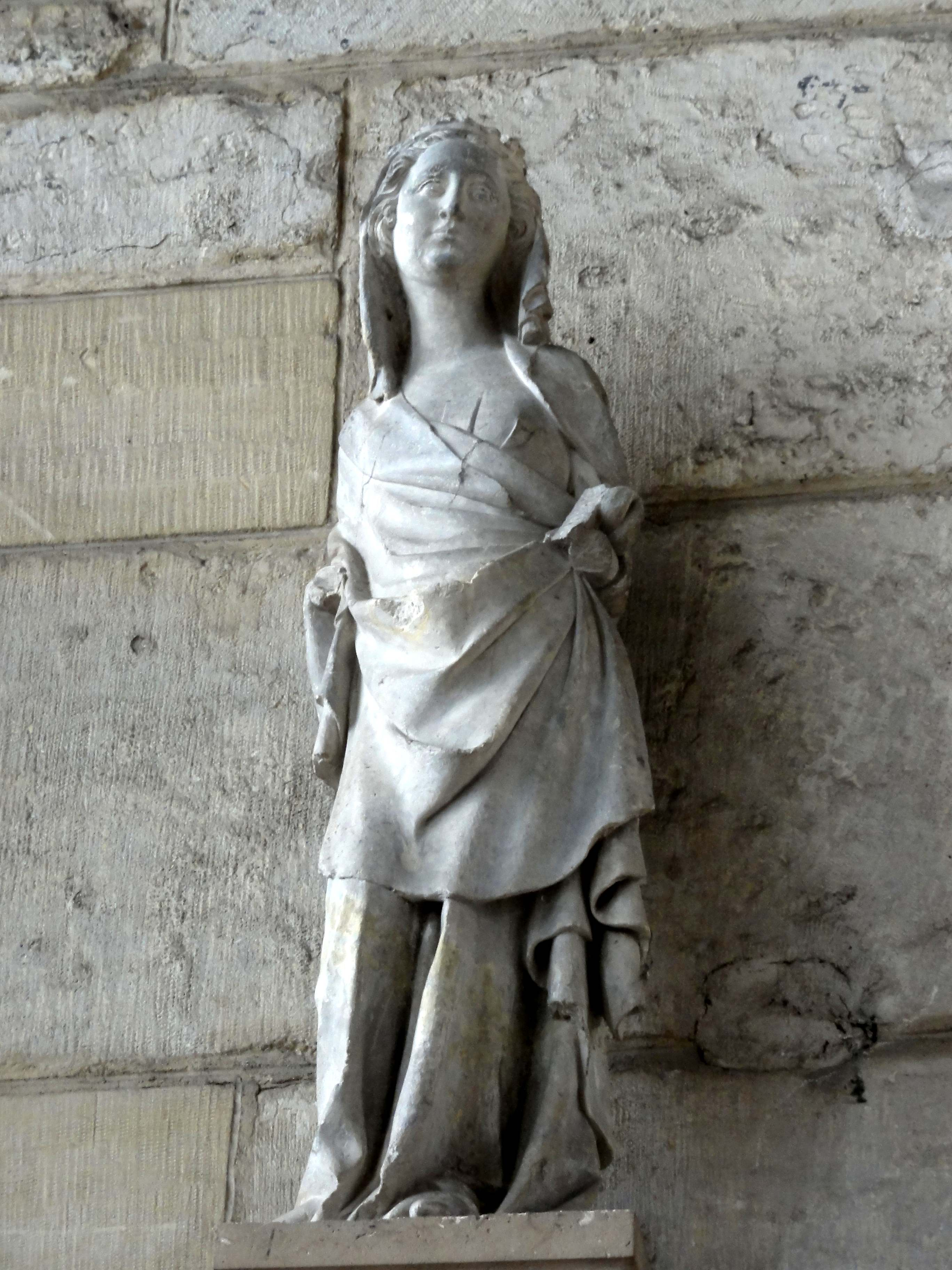
Santa coronada sosteniendo un libro en su mano izquierda, alrededor de 1320.
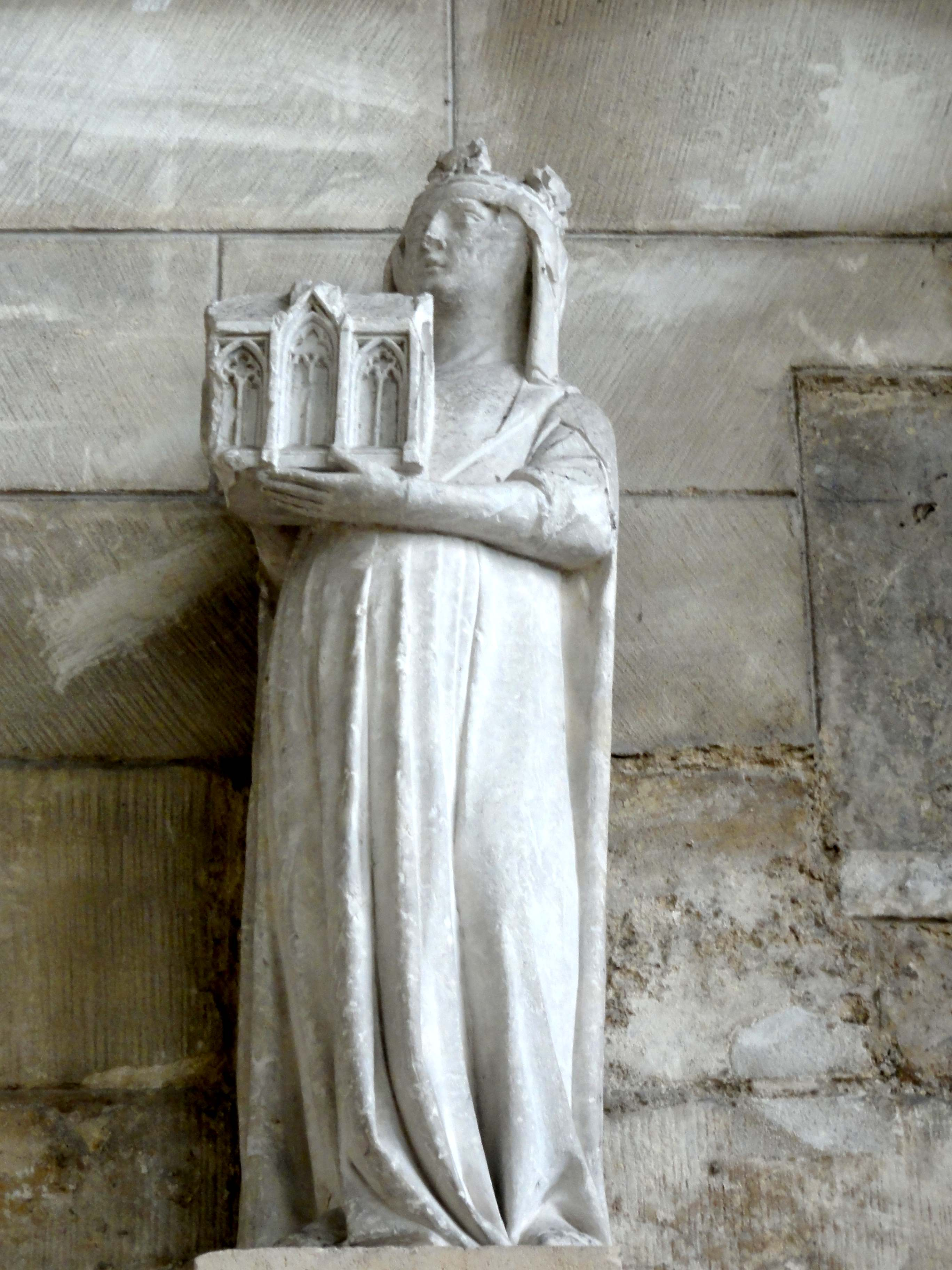
Estatua de la reina donante sosteniendo una capilla con tres ventanas.
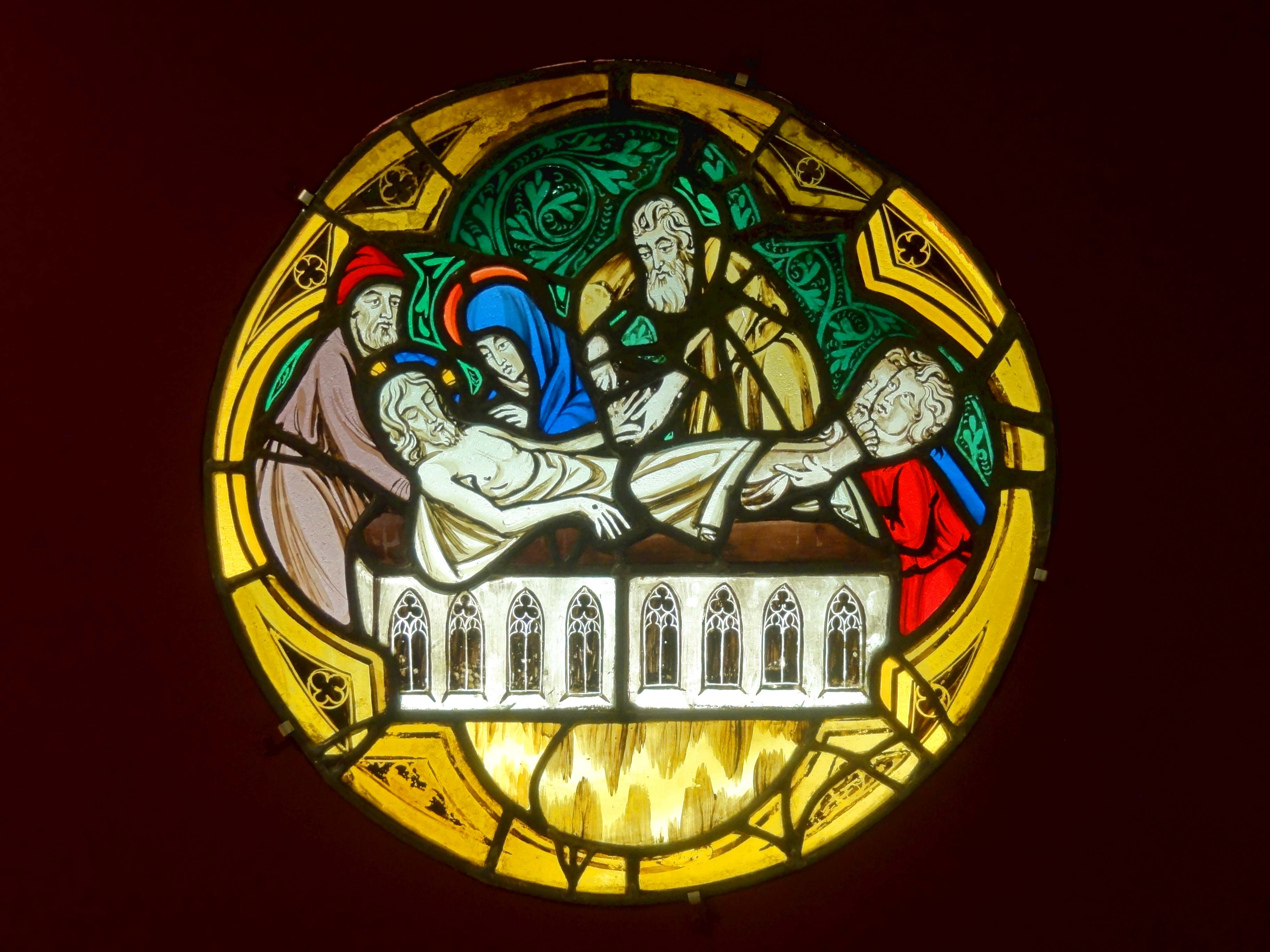
Panel del Entierro, conservado en el museo Hôtel-Dieu.
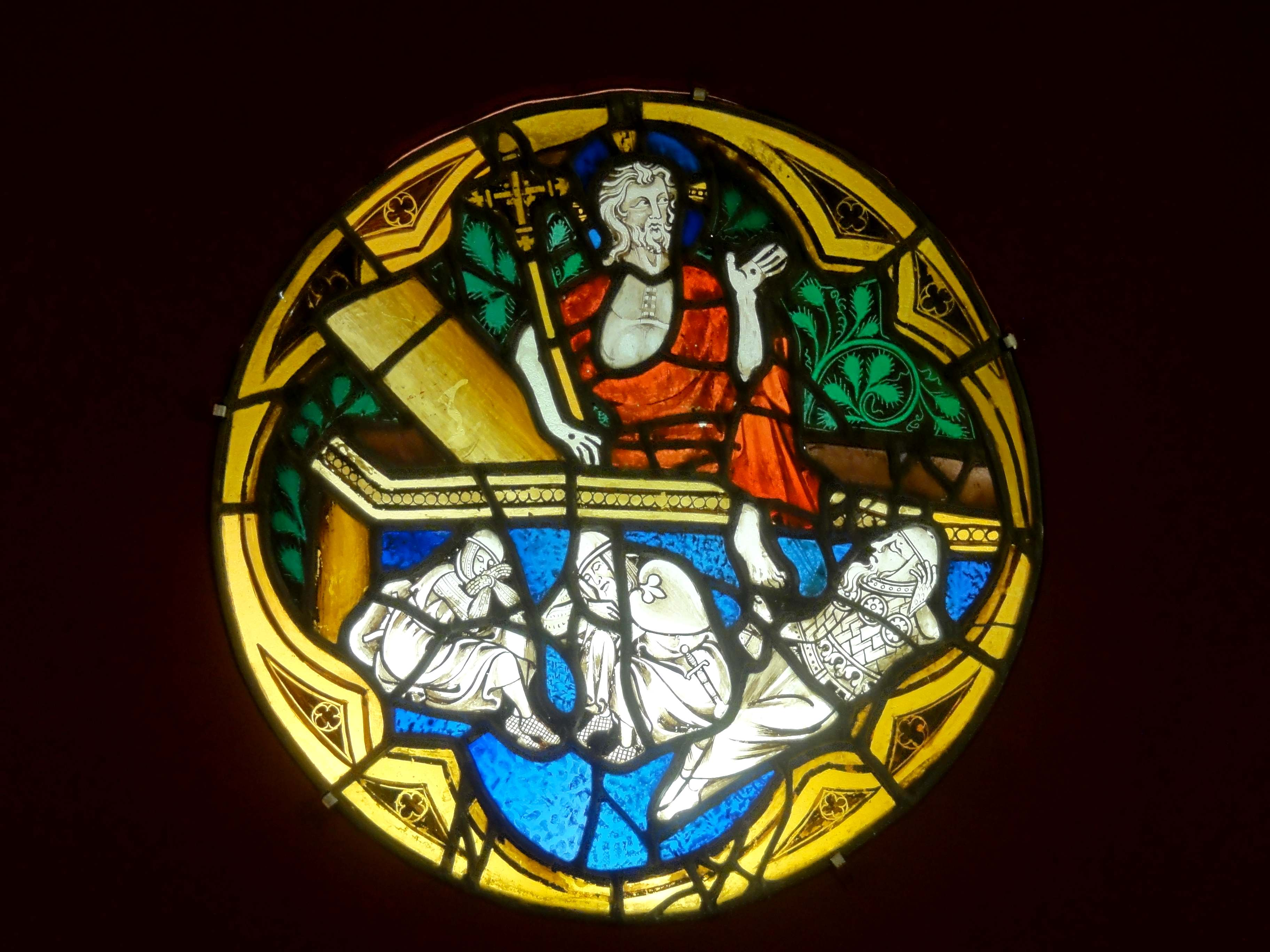
Panel de la Resurrección, conservado en el museo Hôtel-Dieu.

## Galería

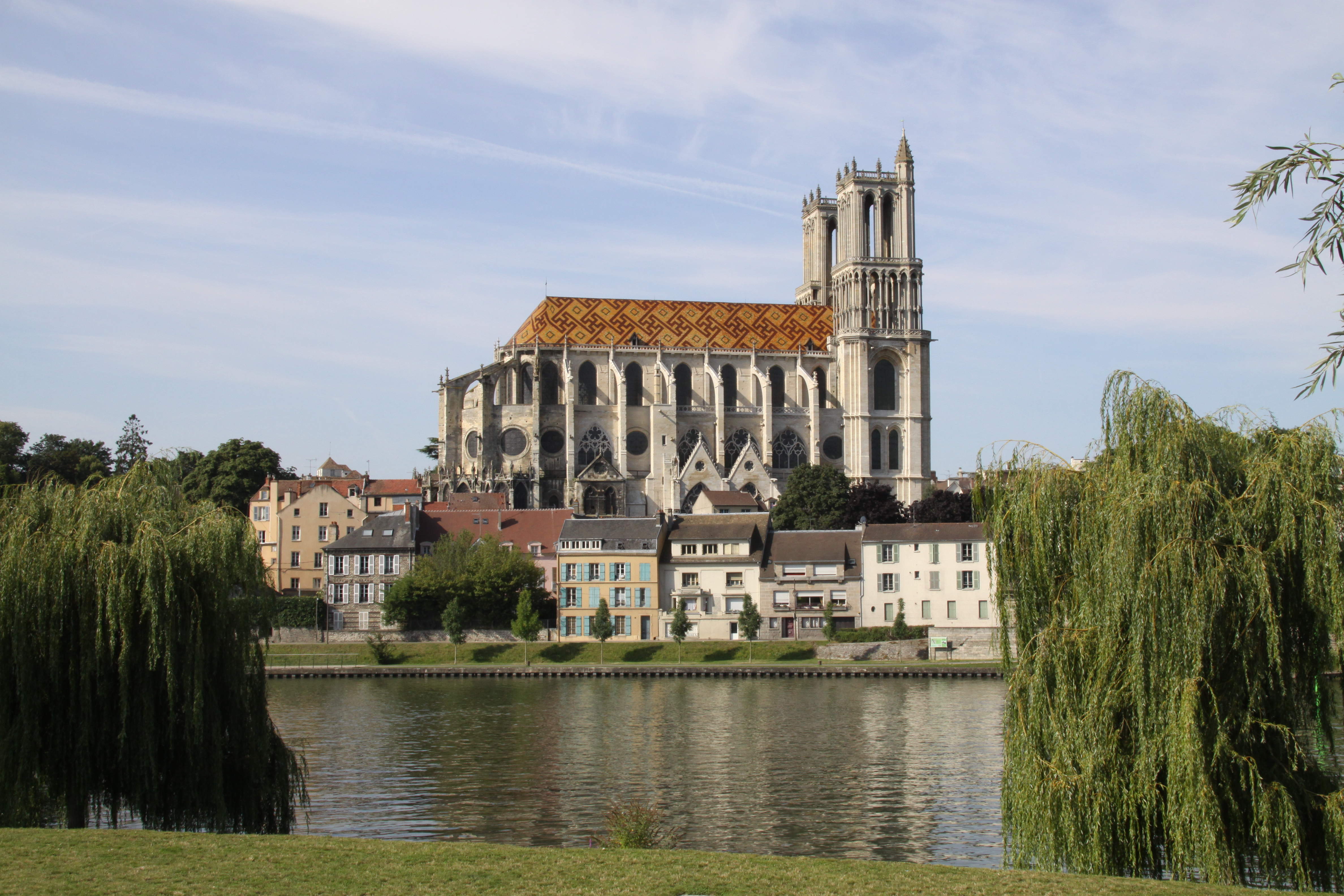
La fachada norte renovada en 2012.
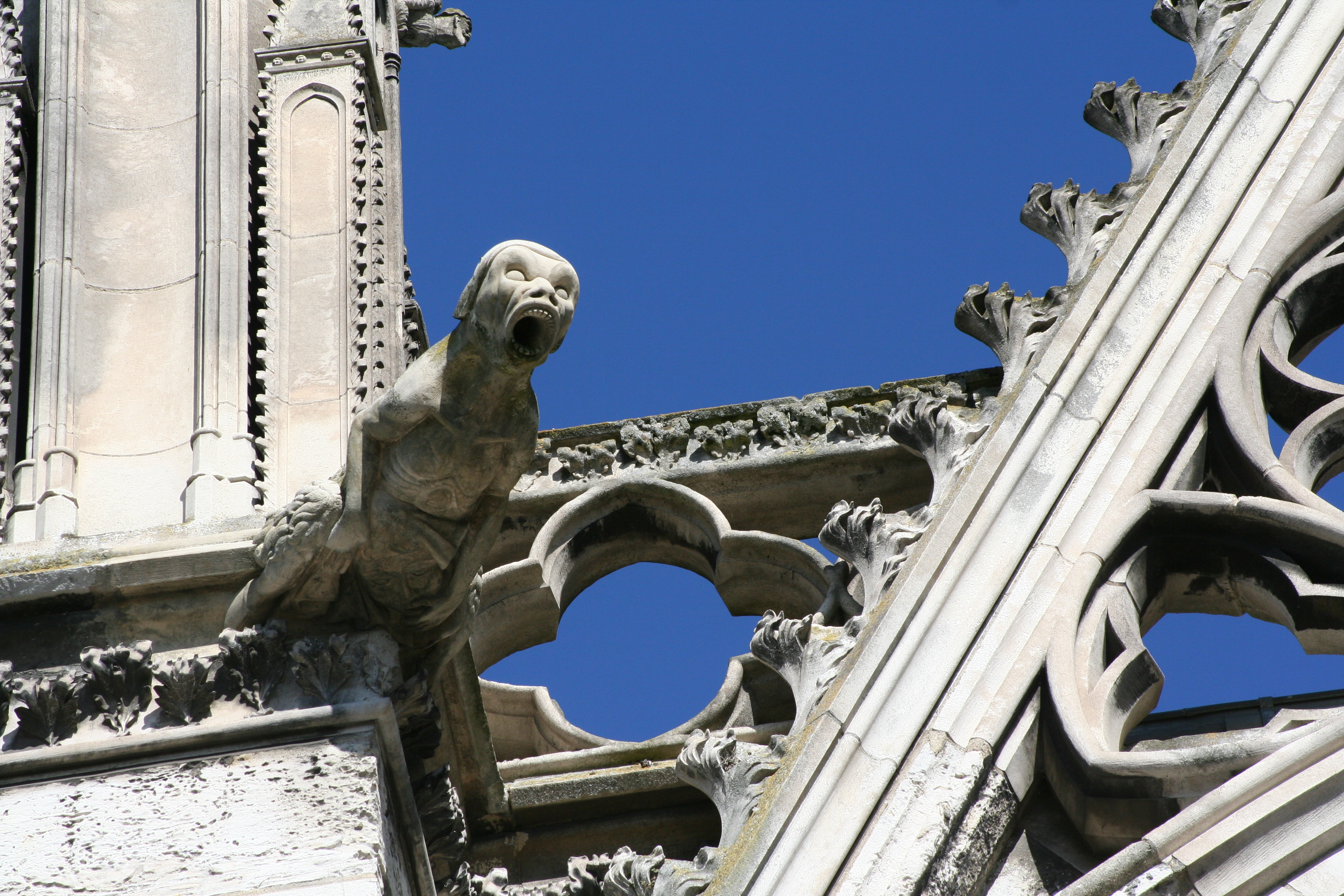
Una gárgola en su decoración gótica.
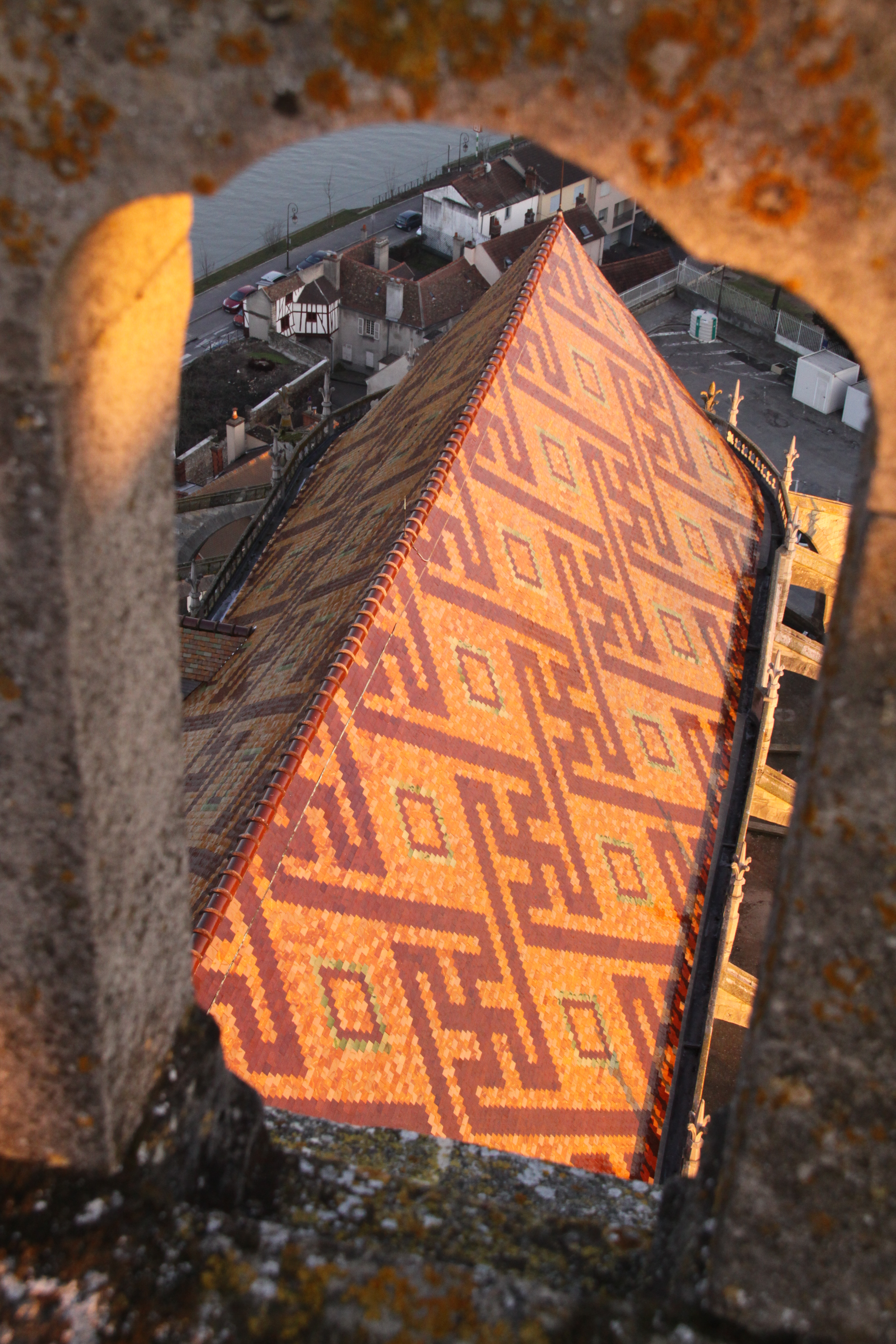
El tejado de inspiración borgoñona.
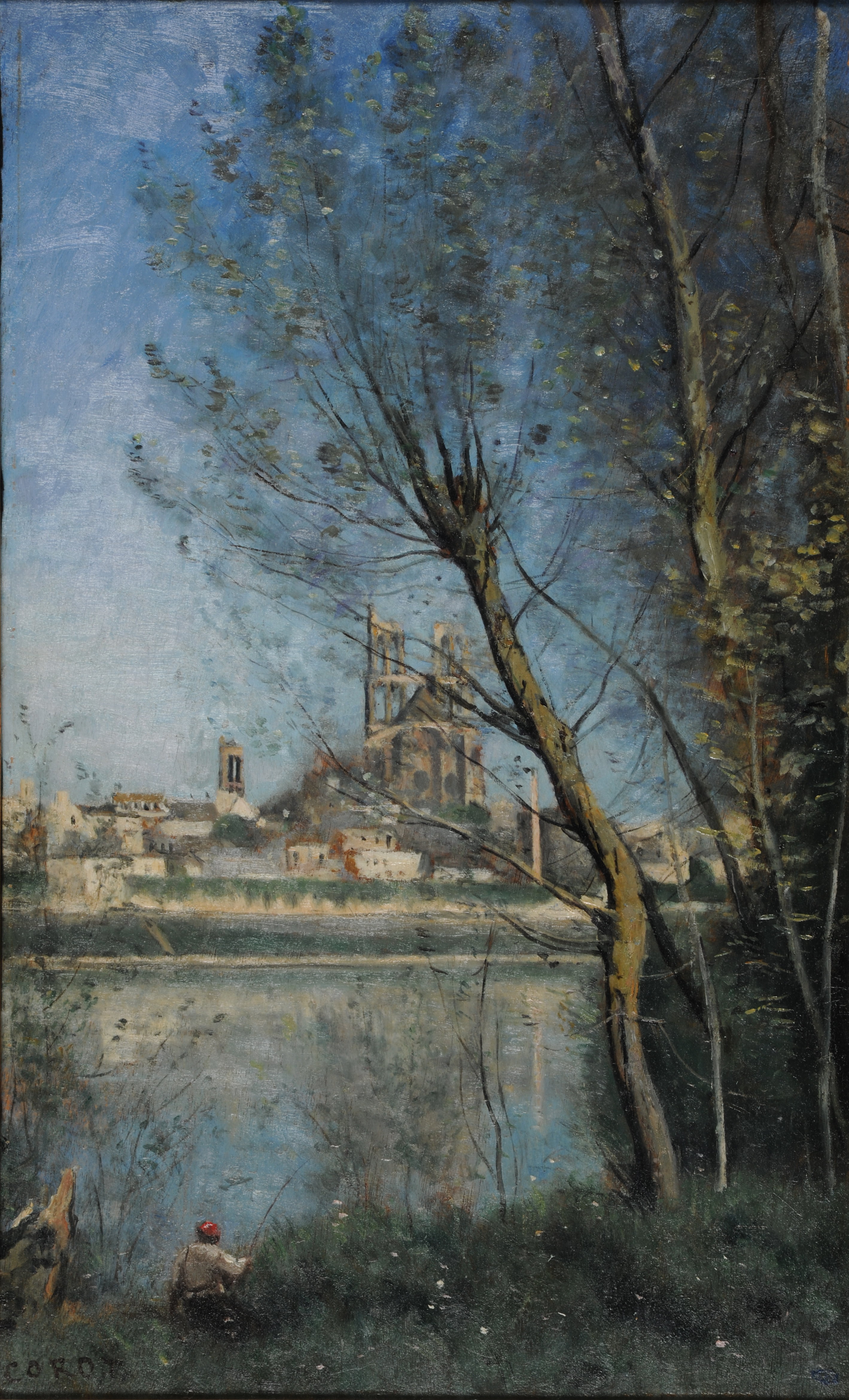
La colegiata, pintada por Corot, vista desde la isla de Limay, después de 1860, 52,1 x 32,6 cm, Reims, Museo de Bellas Artes.
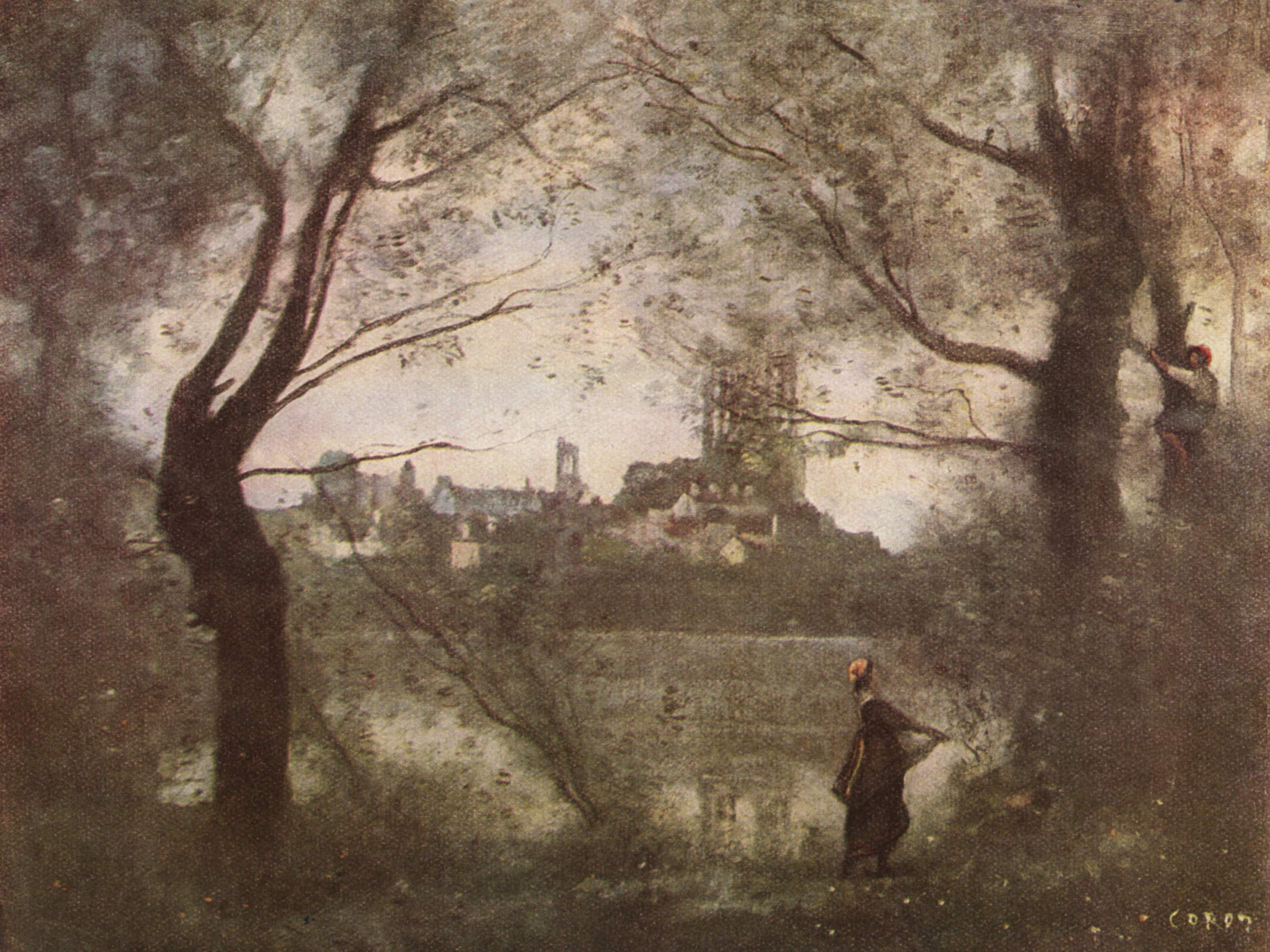
La Colegiata pintada por Corot (Musée des Beaux-Arts de Reims)